# Deutsche Reichsbahn (1945–1993)
Unter dem Namen Deutsche Reichsbahn (DR) wurde die Staatsbahn in der Sowjetischen Besatzungszone (SBZ) bzw. Deutschen Demokratischen Republik (DDR) bzw. nach der Wiedervereinigung im Beitrittsgebiet betrieben.
Sie wurde nach dem Zweiten Weltkrieg aus den Teilen der Deutschen Reichsbahn weitergeführt, die sich in der Sowjetischen Besatzungszone sowie in Berlin befanden. Die Deutsche Reichsbahn ging mit dem Einigungsvertrag als Sondervermögen in Bundeseigentum über und bestand nach der Wiedervereinigung Deutschlands bis zum 31. Dezember 1993. Die Deutsche Reichsbahn wurde anschließend mit der Deutschen Bundesbahn (DB) zur weiterhin bundeseigenen Deutschen Bahn AG (DB AG) vereinigt. Zeitweilig war die DR der größte Arbeitgeber der DDR.

## Geschichte

### Sowjetische Besatzungszone

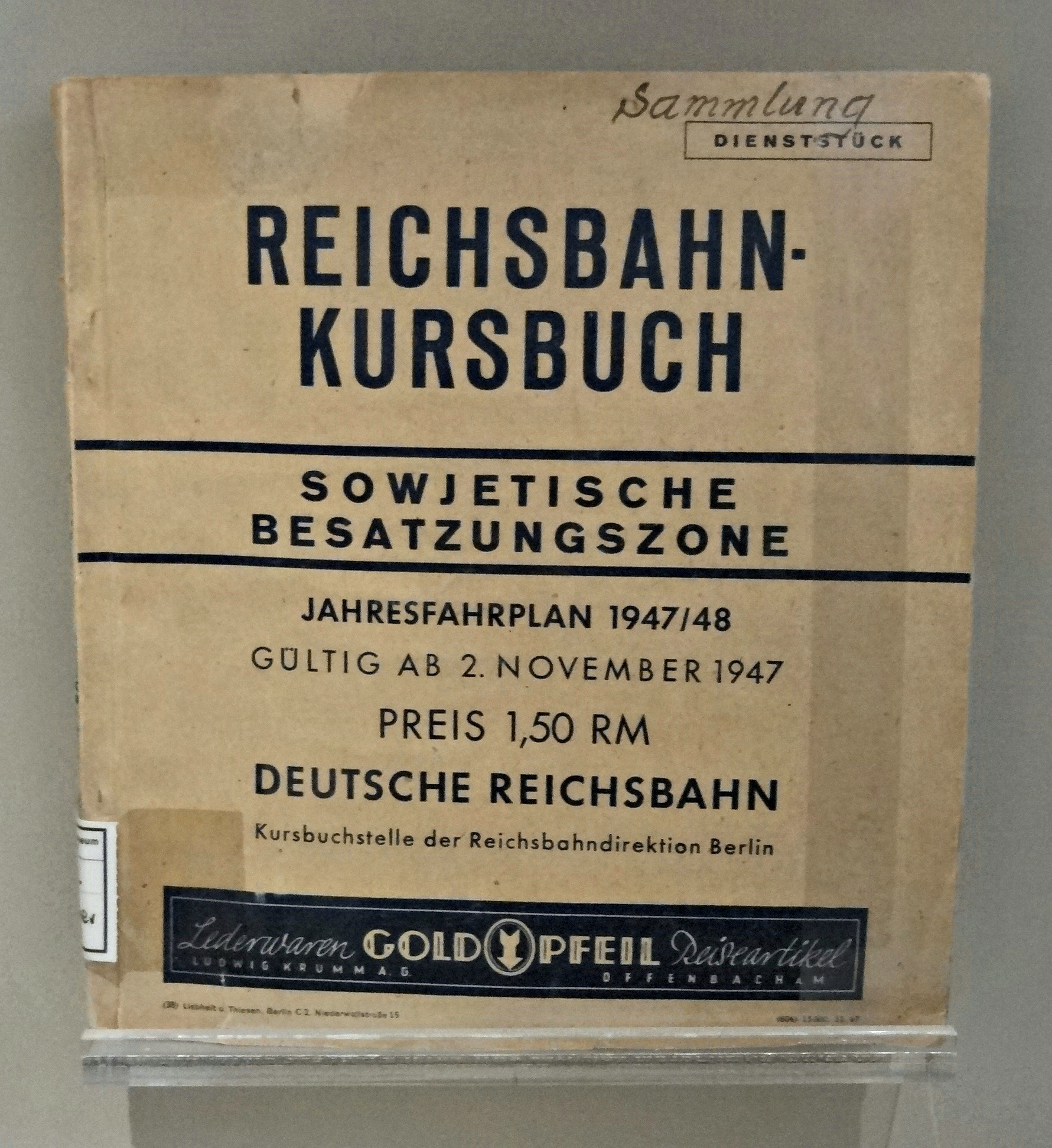
Reichsbahn-Kursbuch Sowjetische Besatzungszone 1947/48

Für die Eisenbahneinrichtungen wurde die Bezeichnung Deutsche Reichsbahn beibehalten. Auf Befehl der Sowjetischen Militäradministration in Deutschland (SMAD) wurde die Deutsche Reichsbahn beauftragt, den geregelten schienengebundenen Güter- und Personenverkehr im Gebiet der SBZ wiederaufzunehmen (Befehl Nr. 8 der Transportabteilung der SMAD von August 1945). Mit Zustimmung der Westalliierten wurden die gesamten Anlagen in den drei Westsektoren Berlins von der Deutschen Reichsbahn betrieben (Fernbahnnetz, Bahnhöfe, Betriebswerke und Verwaltungseinrichtungen der Bahn) inklusive der Gesamtberliner S-Bahn.
Der Wiederaufbau nach dem Zweiten Weltkrieg war infolge der enormen Reparationsleistungen an die Sowjetunion und entsprechender Substanzverluste durch Streckendemontage schwierig. So wurde mit Ausnahme der Magistrale Frankfurt (Oder)–Berlin–Halle/Leipzig–Erfurt auf allen zweigleisigen Strecken ein Gleis abgebaut. Der vollständige Wiedereinbau der entfernten Gleise zog sich auch auf den Magistralen lange hin; der Stand vor den Abbauten wurde bis heute nicht wieder erreicht. Von 1945 bis 1947 ließ die Sowjetunion auf dem Gebiet der DDR rund 5000 Kilometer Gleise abbauen und das gewonnene Material abtransportieren.
Der nach Kriegsende 1945 rasch wieder aufgenommene elektrische Betrieb im mitteldeutschen Netz wurde auf Anordnung der sowjetischen Besatzungsmacht im März 1946 eingestellt. Die Anlagen wurden einschließlich der Energieversorgung vollständig abgebaut und zusammen mit den elektrischen Triebfahrzeugen als Reparationsgut in die Sowjetunion gebracht. Wegen unrealistisch gesetzter Zeitpläne für den Abbau wurden viele elektrische Einrichtungen und Fahrleitungsanlagen unsachgemäß abgebaut und hatten danach nur noch Schrottwert. Genutzt wurden Teile der abtransportierten Ausrüstungen und die seinerzeit jüngsten Lokomotiven der Reihen E 44 und E 94 für einen 15-kV-Versuchsbetrieb bei Perm. Die Maschinen wurden dafür auf 1524 mm umgespurt und mit Mittelpufferkupplungen der Bauart SA-3 ausgerüstet. Allerdings erwiesen sich die Lokomotiven beider Baureihen für diese Umbauten, auf die sie konstruktiv nicht vorbereitet waren, als nur wenig geeignet. Nach wenigen Jahren wurde der Versuchsbetrieb wieder eingestellt und die Eisenbahnverwaltungen der UdSSR entschieden sich für die Anwendung von Einphasenwechselspannung mit 25 kV und Landesnetzfrequenz von 50 Hz. Die übrigen Lokomotiven, darunter alle mit Stangenantrieb, blieben unkonserviert auf Regelspurgleisen kurz hinter der Staatsgrenze stehen. Die unsachgemäß abgebauten Streckenausrüstungen ließen sich zum großen Teil ebenfalls nicht wieder verwenden. Zwar hatte die sowjetische Besatzungsmacht bereits im Vorfeld die Abstellung von 240 Dampflokomotiven angeordnet, die die Leistungen der abzugebenden elektrischen Lokomotiven und Triebwagen übernehmen sollten; der bereits bestehende Lokomotivmangel wurde mit dem Abbau jedoch nochmals verschärft.
Nach dem Krieg standen der DR in der späteren DDR zwischen 5600 und 6000 regelspurige Dampflokomotiven zur Verfügung, wovon fast 1000 von der Sowjetunion als Kolonnenloks für Reparationstransporte beansprucht wurden, die von der DR zwar unterhalten und mit Personal besetzt werden mussten, aber nicht für den eigenen Zugbetrieb zur Verfügung standen. Am stärksten traf es die Baureihe 52 mit 613 Lokomotiven. Doch auch 71 Tenderlokomotiven der Baureihe 86 und ein Großteil der relativ wenigen bei der DR verbliebenen Schnellzugdampflokomotiven wurden genutzt. Nicht alle der stark beschädigten Lokomotiven konnten wieder in Dienst gestellt werden. So konnten von den 730 Dampflokomotiven der Baureihe 38 nur noch 560 für den Zugbetrieb genutzt werden. Die Zeit der Reparationstransporte und Lokomotivkolonnen dauerte bis zum Jahreswechsel 1954/55. Den Abschluss bildete das Abfahren von etwa 700 Kriegslokomotiven der Baureihe 52 als Kriegsschadensersatz in die UdSSR Anfang des Jahres 1955, was fast der Hälfte des insgesamt 1500 bei der DR nach 1945 verbliebenen Bestandes entsprach.
Die Mitarbeiterzeitung der Deutschen Reichsbahn erschien erstmals am 1. Mai 1949 unter dem Titel „Freie Fahrt“; seit der Ausgabe 5/1949 hieß sie „Fahrt frei“. Am 1. April 1949 ging die Betriebsführung fast aller auf dem Gebiet der sowjetischen Besatzungszone befindlichen Privatbahnen auf die DR über. Ausgenommen waren lediglich Bahnen, die nur lokalen Verkehrsbedürfnissen dienten, wie die Strausberger Eisenbahn, die Erfurter Industriebahn und die Spremberger Stadtbahn.

### Deutsche Demokratische Republik

Fahrkarte von 1965 (Sonntagsrückfahrkarte Ilmenau Bad–Rennsteig)

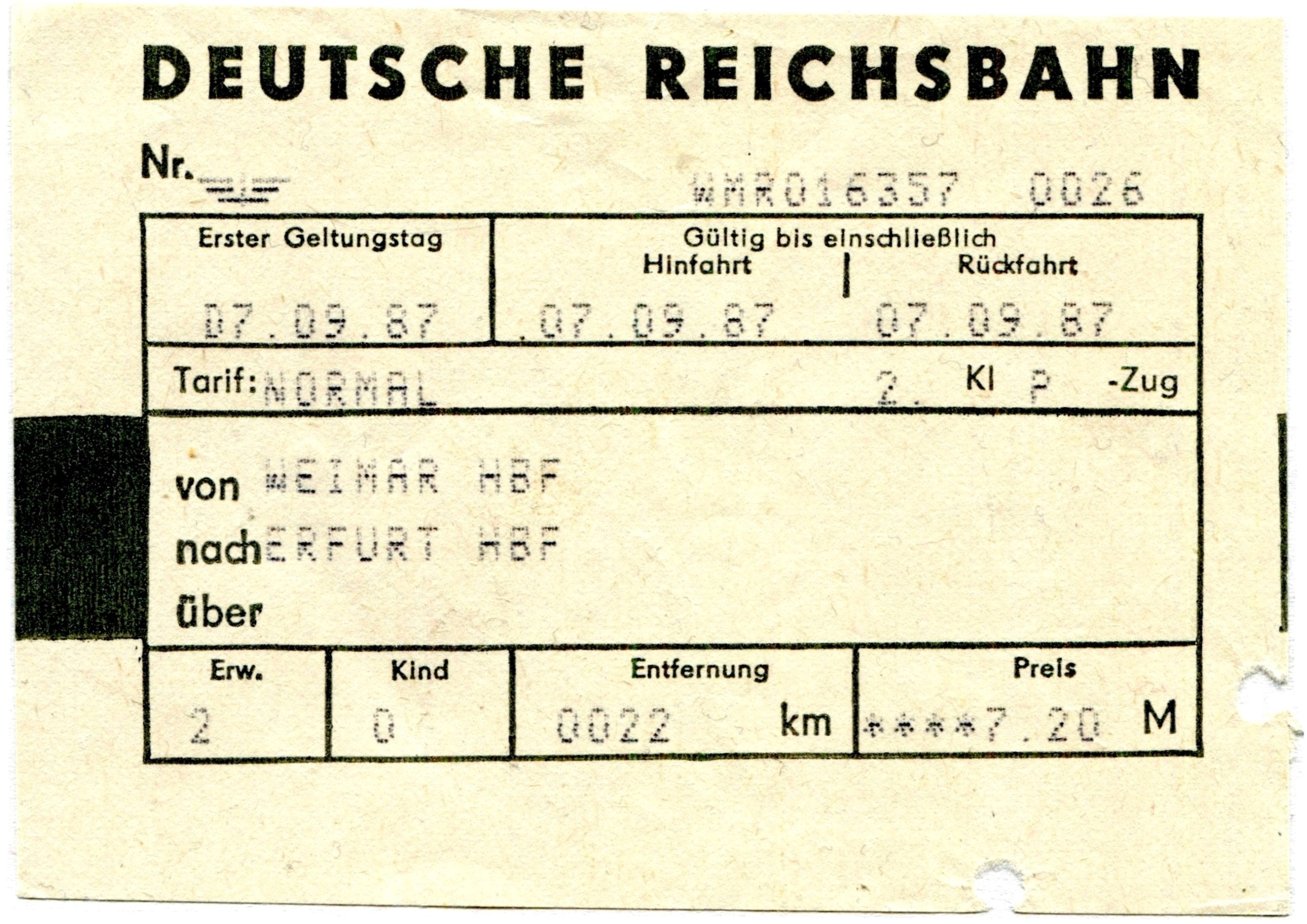
Fahrkarte zum Normaltarif für zwei Personen von Weimar nach Erfurt Hbf aus dem Jahr 1987

Nach dem ersten Berliner S-Bahn-Streik im Sommer 1949 entzogen die Westalliierten der Deutschen Reichsbahn die Kontrolle und Nutzungsrechte ihrer nicht unmittelbar zum Betrieb gehörenden Anlagen und Liegenschaften in West-Berlin, um sie der ihrerseits dem West-Berliner Finanzsenator unterstehenden Verwaltung des ehemaligen Reichsbahnvermögens (VdeR) – und damit de facto einer Dienststelle der Deutschen Bundesbahn in West-Berlin – zu unterstellen. Angesichts dessen waren sich die Verantwortlichen in der DDR nicht sicher, ob sie bei einer Namensänderung der Deutschen Reichsbahn die Betriebsrechte in West-Berlin behalten würden, weil die Westalliierten ihr diese ausdrücklich nur unter ihrem bisherigen Namen gewährt hatten und somit die Befürchtung im Raum stand, dass einer wie auch immer firmierten DDR-Staatsbahn diese Rechte hätten verweigert werden können. Zudem war es für die DDR auch propagandistisch wichtig, die DR-Strecken in West-Berlin weiter als eigenes Territorium deklarieren zu können. Dies führte bis zur Wiedervereinigung 1990 immer wieder zu Streitigkeiten zwischen östlichen, westlichen und alliierten Behörden wegen unterschiedlicher Rechtsauffassungen. Auch spielten Vermögenswerte der DR im Ausland im Streit zwischen DB und DR hinsichtlich der Beibehaltung des Namens eine Rolle. Dies betraf besonders die Schlaf- und Speisewagengesellschaft MITROPA. 
Eine Diskussion zum Namen der Staatsbahn in der DDR wurde daher in den späten 1950er Jahren von offizieller Seite unterbunden. Als äußerlich erkennbarer Unterschied zu anderen DDR-Diensten aber wurden an den Dienstmützen der DR weiter deren schwarz-rot-goldene Kokarden beibehalten.
Mit der Durchsetzung von Sicherungsmaßnahmen an der innerdeutschen Grenze durch die Staatsführung endete 1952 der Verkehr auf den meisten grenzüberschreitenden Bahnstrecken, wobei auf den meisten von ihnen bereits seit 1945 kein grenzüberschreitender kommerzieller Personenverkehr mehr stattgefunden hatte. Ab dem 20. April 1951 war die Deutsche Reichsbahn Mitglied des RIC-Verbandes. Zum 1. Juli 1954 wurde auf das bis dahin an den Fahrzeugen angebrachte zusätzliche Eigentumsmerkmal „USSR-Zone“ verzichtet.
Im Zuge des Neubauprogramms erhielt die DR zwischen 1954 und 1960 noch einmal 318 neue Regelspur-Dampflokomotiven, verteilt auf die Baureihen 50.40, 23.10, 25.10, 65.10 und 83.10. Da die 113 Exemplare der Baureihe 23.10 auch im schweren Schnellzugdienst eingesetzt werden konnten, konnte mit dieser Baureihe auch größtenteils der Mangel an Schnellzuglokomotiven bei der DR beseitigt werden. Ab Anfang der 1950er Jahre wurden auch neue Wagen beschafft. 1952 wurde der erste vierteilige Doppelstockzug in Dienst gestellt. Bis 1957 wurden insgesamt 91 Stück geliefert. Im Jahr 1958 wurde dann für eine Summe von vier Mio. DM der erste 210 Meter lange Doppelstockgliederzug in Betrieb genommen. Erst im September 1955 konnte auf dem Streckenabschnitt Halle–Köthen der elektrische Fernbahnbetrieb wieder aufgenommen werden. Jedoch ließ der Traktionswandel sehr lange auf sich warten. Die Elektrifizierung der Strecken zog sich über einen sehr langen Zeitraum hin, was neben Mängel an Baukapazitäten und Material vor allem an den lange unzureichenden Kraftwerks-Kapazitäten der DDR lag. Laut einer Triebfahrzeugstatistik von 1969 bestand der Fahrzeugbestand der DR noch zur Hälfte aus Dampflokomotiven. Vom insgesamt rund 14 000 Kilometer langen Streckennetz waren Ende der 1970er Jahre nur ca. 1600 Kilometer unter Fahrdraht.
Ein Problem für den Dampflokomotivbetrieb stellte in den 1940er und 1950er Jahren der schlechte Brennstoff in Form von Braunkohle dar, da der DR nur wenig Steinkohle zur Verfügung stand. Der gegenüber Steinkohle nur halb so große Heizwert erforderte auf gleicher Strecke die doppelte Menge Brennstoff; entsprechend groß waren die Asche- und Schlackemengen. Durch das Nachladen von Kohle wurden die Fahrzeiten länger. Besonders hohe Tenderkastenaufsätze vergrößerten das Brennstoffladevolumen, zudem brachte die zu bewältigende Menge die Heizer an die Grenzen ihrer physischen Leistungsfähigkeit. Außerdem waren die Kessel der Lokomotiven nicht auf die Verwendung von Braunkohle ausgelegt; die großen Braunkohlemengen führten zu einem raschen Verschleiß der Feuerbüchsen. Nur wenige Dampflokomotiven bzw. Baureihen konnten unter diesem Umständen noch Höchstleistungen erbringen. Zur Einsparung von Braunkohle ließ die DR von 1949 bis in die 1950er Jahre 110 bis 125 Dampflokomotiven auf Braunkohlenstaubfeuerung Bauart Wendler umbauen. Einen weiteren Verbesserungsvorschlag setzte 1951 der Eisenbahner Oskar König durch: Er entwickelte das sogenannte tote Feuerbett. Eine Schicht aus Schotter bedeckte den Rost der Feuerbüchsen, wodurch auch das Durchfallen von erst teilweise verbrannter Kohle, Asche und Schlacke verhindert werden sollte. So trug er stark dazu bei, dass im Jahr 1951 mehr als 60 000 Tonnen Braunkohle eingespart werden konnte. Erst Anfang der 1960er Jahre gab es in der DDR wieder größere Mengen Steinkohle, von der allerdings mehr als 50 % im Ausland gekauft werden musste. Somit konnte ab 1960 auf Braunkohle als Brennstoff fast vollständig verzichtet werden. Nur bei Heizlokomotiven kam sie noch zum Einsatz, damit keine Steinkohle verschwendet wurde. Noch in den 1960er Jahren erforderte der Dampflokomotivbetrieb jährlich rund 6 Mio. Tonnen Steinkohle. So wurden weiterhin Verbesserungsvorschläge zur Einsparung der Steinkohle eingereicht. Ab 1958 erhielten neubekesselte Lokomotiven in der Regel Mischvorwärmeranlagen. Ab 1960 wurden aus Österreich stammende Giesl-Ejektoren mit Mischvorwärmer in 452 Maschinen eingebaut, sie sollten insgesamt bei 600 Lokomotiven zum Einsatz kommen. In den 1950er Jahren war vor allem bei den Lokomotiven der Baureihe 38 der schlechte Gesamtzustand ein ständiges Problem, der nach und nach mit der aus der Sowjetunion übernommenen sogenannten Lunin-Methode behoben wurde, die eine Erhöhung der Laufleistung einer Lokomotive zwischen zwei Hauptuntersuchungen bringen sollte. Die Lokbrigaden mussten in den 1950er Jahren ihre Lokomotiven oft selbst reparieren, da die Werkstätten überlastet waren. Um die Dampflokomotiven bis zur Ablösung durch elektrische oder Diesellokomotiven in Betrieb halten zu können, wurden von 1957 bis 1975 insgesamt 734 Maschinen einer Rekonstruktion unterzogen. Im Jahr 1959 wurde auch die Genehmigung erteilt, rund 300 Dampflokomotiven auf Ölhauptfeuerung umzubauen. Letztlich erhielten 237 Dampflokomotiven eine Ölhauptfeuerung.
Der Bau des Berliner Außenringes war eine der ersten großen Investitionen der Deutschen Reichsbahn. Unter Einbeziehung vorhandener Strecken wie Güteraußenring, Umgehungsbahn, Umfahrungsstrecken wurde er von 1951 bis 1956 gebaut und ermöglichte im Eisenbahnverkehr die politisch gewollte Umfahrung von West-Berlin.
1952 gab die Sowjetunion die beschlagnahmten elektrischen Lokomotiven, Kraftwerks- und Fahrleitungsanlagen des mitteldeutschen und des schlesischen Netzes gegen 300 neugebaute Reisezugwagen an die DR zurück. Im wiederaufgebauten Bahnkraftwerk Muldenstein wurde am 27. Juli 1955 der erste Turbosatz angefahren und die Bahnstromleitung zum Unterwerk Köthen in Betrieb genommen. Ab dem 1. September 1955 fuhren wieder Züge mit elektrischen Lokomotiven zwischen Halle (Saale) und Köthen. Die Wiederherstellung der Lokomotiven war allerdings schwierig. Die auf 1524 mm umgespurten Lokomotiven, das betraf nahezu alle E 44 und E 94, kehrten in drei Teile (Brückenrahmen mit Kasten und Drehgestelle) zerlegt auf Flachwagen verladen zurück. Im Ausbesserungswerk Dessau mussten die Änderungen, die die Stabilität beeinträchtigten, rückgängig gemacht und die Drehgestelle in ihrer Originalform wieder hergestellt werden. Die bei Bombenangriffen nicht verbrannten Unterlagen und Zeichnungen mussten ebenfalls mit abgeliefert werden, davon kehrte nur ein kleiner Teil zurück. Von den abgelieferten elektrischen Lokomotiven konnten nur 105 wieder in Betrieb genommen werden, davon 46 E 44, 14 E 04, 23 E 94 sowie je drei E 18 und E 95.
In der Folgezeit standen sich unterschiedliche Ansichten über die bei der weiteren Elektrifizierung in der DDR anzuwendende Fahrleitungsspannung und -frequenz gegenüber. Während die Leitung der Deutschen Reichsbahn und das Ministerium für Verkehrswesen das seit 1955 wieder verwendete mitteleuropäische System mit 15 kV bei 16 2⁄3 Hz beibehalten wollten, bevorzugte das Ministerium für Elektrotechnik und Elektronik die Anwendung der seinerzeit neuen Fahrleitungsspannung von 25 kV mit der einfacher bereitzustellenden Landesnetzfrequenz von 50 Hz. Auf Seiten der Deutschen Reichsbahn bestand die Ansicht, dass eine Teilung des verhältnismäßig kleinen Netzes wegen der dadurch begrenzten Laufweite der Lokomotiven mit häufigen Lokwechseln niemals rentabel sein würde, zumal Zweifrequenzlokomotiven erst zu entwickeln wären und in den 1960er und 1970er Jahren noch teure und empfindliche Sonderkonstruktionen waren. Die Vertreter der Deutschen Reichsbahn und des Ministeriums für Verkehrswesen konnten sich durchsetzen. Zur Vorbereitung einer eventuellen Umstellung wurden die Fahrleitungsregelbauarten der DR in der Folge grundsätzlich gegen 25 kV isoliert. Genutzt werden konnte diese Festlegung bei der Elektrifizierung der Rübelandbahn mit dieser Spannung, für die nur geringe Anpassungen wie verdoppelte Isolatoren im Bereich der Kalkwerke erforderlich waren.

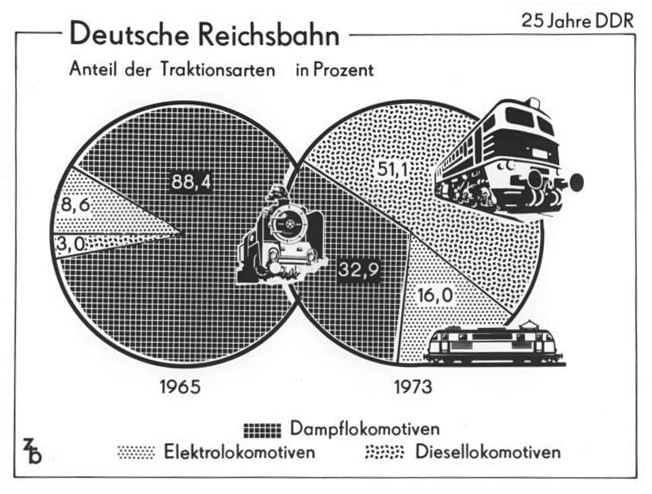
Prozentualer Anteil der Traktionsarten in der Deutschen Reichsbahn (1974)

Die ersten Doppelstockzüge wurden 1952 für den Bergarbeiter-Berufsverkehr im Erzgebirge in Dienst gestellt. Mit den ersten Diesellokomotiven moderner Konzeption begann 1960 (V 15, V 180) der Traktionswandel, der erst im Oktober 1988 mit dem formellen Ende des planmäßigen Dampflokomotiveinsatzes auf dem Regelspurnetz der DR abgeschlossen werden konnte. Ein Jahr später konnte die DR 1961 mit der E 11 001 die erste neue elektrische Lokomotive übernehmen. Verhandlungen über einen Lizenzbau von Einheitselektrolokomotiven der Deutschen Bundesbahn waren zuvor gescheitert. Die Elloks wurden im VEB Lokomotivbau Elektrotechnische Werke „Hans Beimler“ (LEW) in Hennigsdorf produziert. Die Diesellokomotiven kamen zunächst aus dem VEB Lokomotivbau Karl Marx Babelsberg, später wurde ihre Fertigung nach dessen Umprofilierung ebenfalls den LEW übertragen.
In den 1950er Jahren hatte sich gezeigt, dass auf die Dampflokomotiven in absehbarer Zeit nicht verzichtet werden konnte, obwohl geeignete Brennstoffe nicht in ausreichender Menge zur Verfügung standen. Zur Verbesserung der Wirtschaftlichkeit und für die Verlängerung der Nutzungsdauer wurde deshalb das Rekonstruktionsprogramm für Dampflokomotiven entwickelt. Dabei sollten auch konstruktive Mängel vor allem bei den Kesseln beseitigt werden. Die betroffenen Lokomotiven erhielten neuentwickelte Hochleistungskessel mit durch eine Verbrennungskammer vergrößerter Strahlungsheizfläche, die Rostflächen wurden auf die Verwendung minderwertiger Brennstoffe ausgelegt. Vorgesehen war, die Einsatzzeit der Lokomotiven um zwei Erhaltungsperioden zu verlängern. Wünschenswerte Änderungen an den Laufwerken wie die Umstellung der Achs- und Stangenlager auf Rollenlager erfolgten deshalb nicht. Die Arbeiten wurden im Rahmen von ohnehin anstehenden Hauptuntersuchungen ausgeführt, das Rekonstruktionsprogramm lief offiziell von 1957 bis 1968. Den vorgesehenen Einsatzzeitraum überschritten viele Rekolokomotiven deutlich.
Von Beginn an beteiligte sich die DR am grenzüberschreitenden Schnell-Güterverkehr mit Trans-Europ-Express-Marchandises (TEEM). Am 28. Mai 1961 fuhren die ersten TEEM in Süd-Nord- und Nord-West-Richtung. Dazu wurde der Rangierbahnhof Seddin-Süd wie ein Grenzbahnhof mit Betonmauern, Metallgitterzäunen, Kontrolltürmen und Flutlicht gegen unbefugtes Betreten gesichert.
1968 begann die DR mit dem Transport von Großcontainern. Sukzessive wurden Containerbahnhöfe (GCUP) gebaut, zwischen denen Ganzzüge mit Großcontainertransportwagen, später auch im Einzelwagenverkehr, verkehrten.
Viele nach dem Krieg auf eingleisigen Betrieb zurückgebauten Streckenabschnitte wurden wieder zweigleisig ausgebaut. Das erste Elektrifizierungsprogramm wurde bis Anfang der 1970er Jahre vorangetrieben. Doch favorisierte die Staatsführung seit 1966 aus ökonomischen Gründen die Ablösung des Dampflokomotivbetriebes durch Diesellokomotiven. Ab diesem Zeitpunkt wurden nur noch die bereits in Arbeit befindlichen und fertig projektierten sowie Ergänzungsstrecken fertiggestellt. Ursache war neben dem Mangel an Fahrleitungsmaterial und Baukapazitäten vor allem der Mangel an Kraftwerkskapazitäten, der sich auch nicht kurzfristig beseitigen ließ.

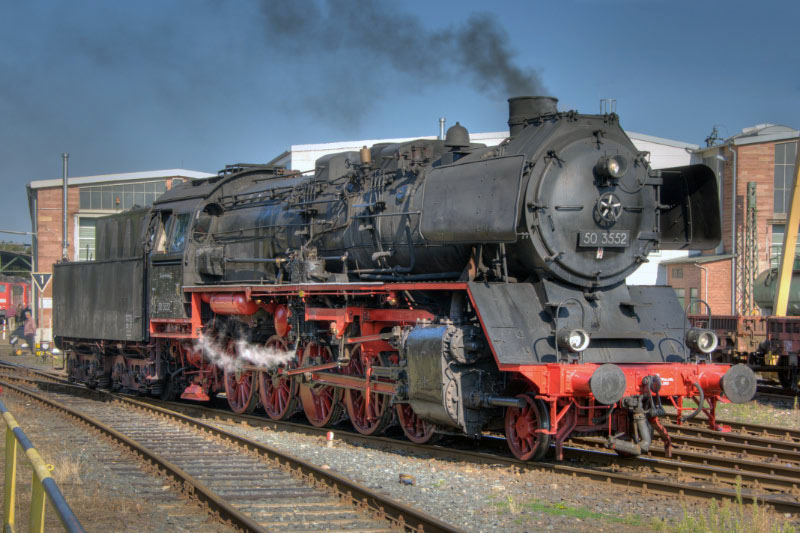
Reko-Lokomotive 50 3552

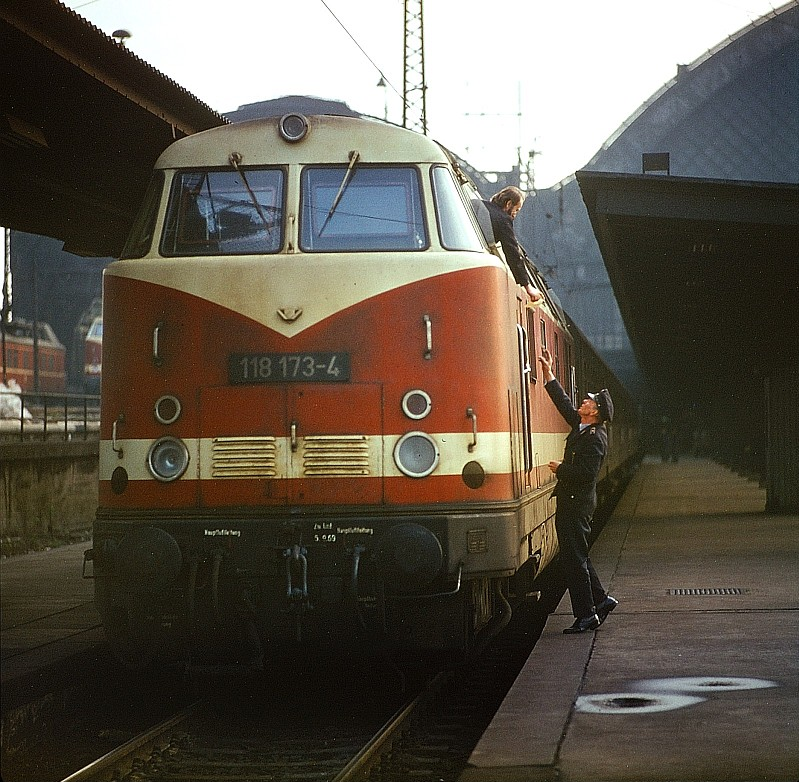
Die DR-Baureihe V 180 war in der DDR die erste Großdiesellokomotive schlechthin, hier die 118 173 im Bahnhof Dresden Hbf (1972). Später bestimmten vor allem sowjetische Großdiesellokomotiven das Bild auf nicht elektrifizierten Hauptstrecken.

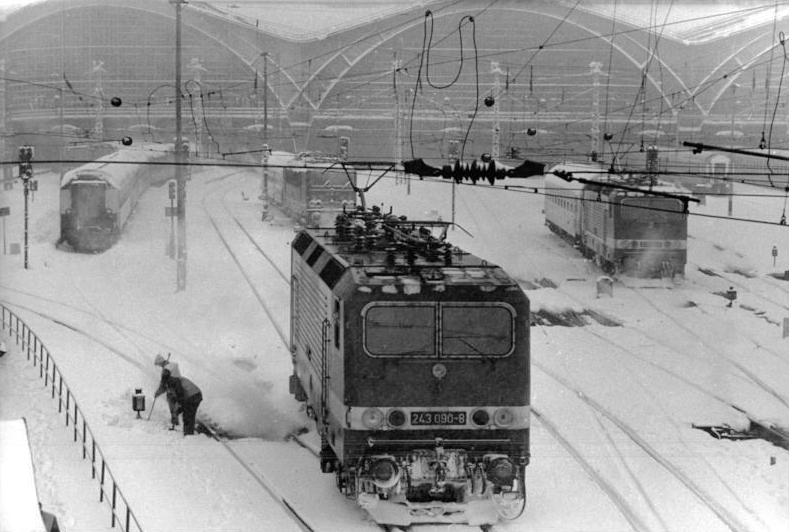
Ellok 243 090 in Leipzig Hauptbahnhof (1987)

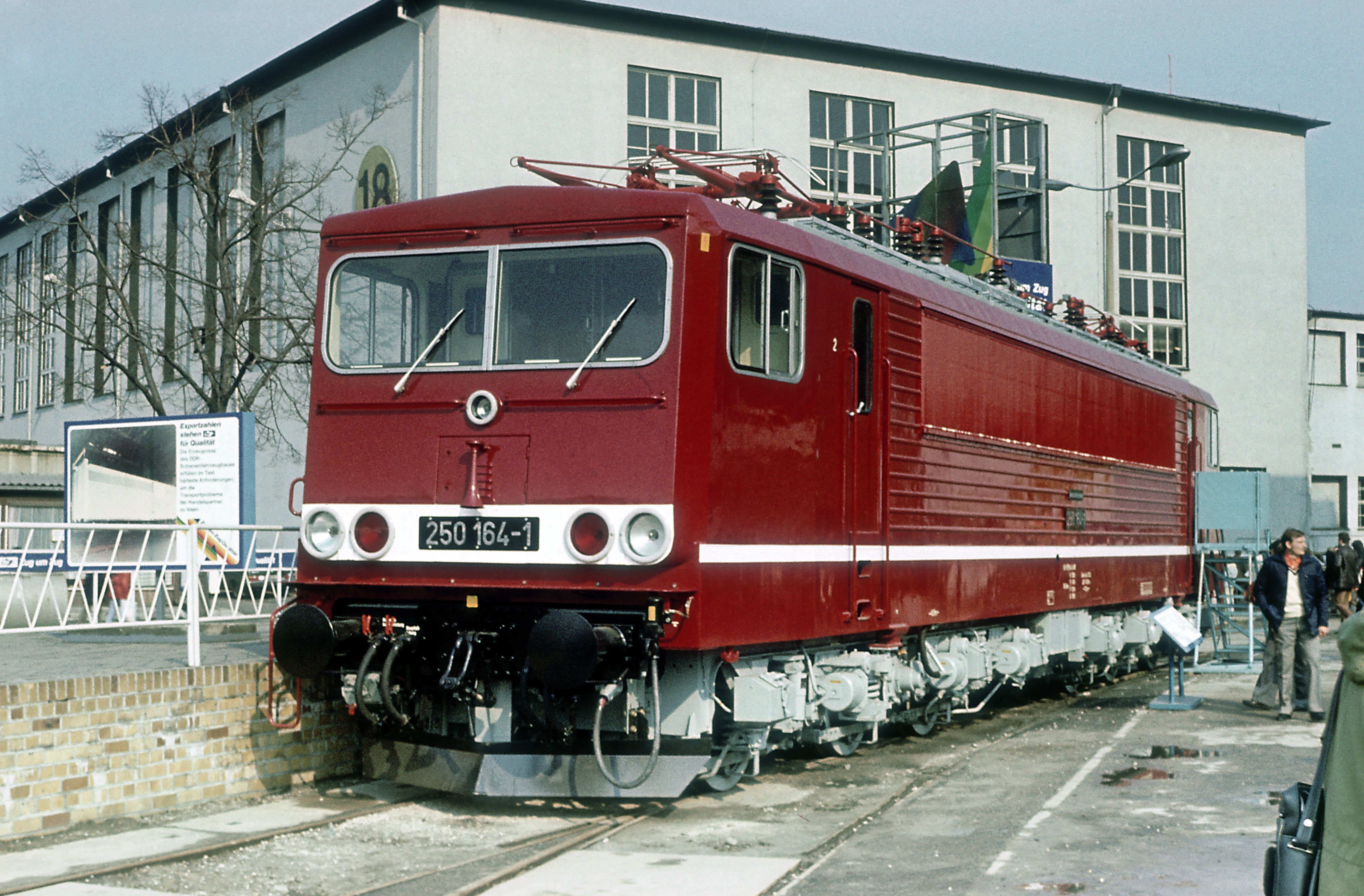
Ellok 250 164 in Serienausführung auf der Leipziger Frühjahrsmesse (1982). Hier wurden alle neuen Schienenfahrzeuge der Öffentlichkeit präsentiert.

Den Bau von schweren Diesellokomotiven der Reihe (118) musste die DDR nach einem Beschluss des RGW einstellen. Ihr fehlten aber auch Kapazitäten zur eigenen Entwicklung und Fertigung einer ausreichenden Anzahl solcher Maschinen. Großdiesellokomotiven wurden ab 1966 aus der Sowjetunion (Baureihen V 200 bzw. 120, 130, 131, 132, 142) und aus Rumänien (DR-Baureihe 119) bezogen. Wegen mangelnder Fertigungsqualität waren insbesondere die aus Rumänien importierten Lokomotiven der Baureihe 119 im Betrieb störanfällig, so dass diese Fahrzeuge von der DR nur mit sehr hohem Aufwand bis hin zum Motorentausch dauerhaft betriebstüchtig gemacht werden konnten. Die aus DDR-Produktion stammenden Diesellokomotiven erhielten in mehreren Stufen leistungsfähigerere Motoren und Getriebe; die neumotorisierten Maschinen der Baureihe 110 wurden unter Beibehaltung der Ordnungsnummer in die Reihe 112 und nach einer weiteren Leistungssteigerung in die BR 114, die der Baureihe 118.0 in die 118.5 und die der Reihe 118.2–4 in 118.6–8 umbezeichnet.
Zeitweise beförderte die Deutsche Reichsbahn mehr Güter als die Deutsche Bundesbahn mit ihrem mehr als doppelt so großen Netz. 1986 erreichte die DR einen Beförderungsgrad von 86 Prozent für Waren (über deren gesamten Transportweg und für alle transportierten Güter betrachtet).
Trotz der hohen wirtschaftlichen Bedeutung als Transportmittel wirkten sich die wirtschaftlichen Probleme der DDR auch auf das Eisenbahnnetz aus. Die DR hatte dabei besonders unter den gelegentlich unvorbereitet aus wirtschaftlichen Zwängen und politischen Entscheidungen entstehenden Problemen zu leiden.
1990 wurden 224 000 Mitarbeiter beschäftigt.

#### Netzunterhaltung
Erst ab Anfang der 1970er Jahre erhöhten sich die Aufwendungen für Instandhaltungen, was auch den Bezug von Oberbaumaschinen aus Österreich ermöglichte. Danach erhielten weitere Strecken ihre zweiten Gleise zurück, wenn auch der Stand vor Beginn der Abbauten nach Kriegsende bis heute nicht wieder erreicht wurde, und die Streckenhöchstgeschwindigkeiten konnten wieder auf 120 km/h angehoben werden. Von 1976 bis 1981 wurden Betonschwellen eingebaut, die wegen einer fehlerhaften Betonmischung mit Ostseesand nach wenigen Jahren alkaligeschädigt rissen. Die Folge dieses Materialfehlers waren zahlreiche neue Langsamfahrstellen, deren Höhepunkt 1986 eintrat. Die meist kurz zuvor umgebauten Streckenabschnitte konnten daher nur noch mit 50 km/h befahren werden. Die DR hatte hohe zusätzliche Aufwendungen für den erneuten Umbau (Aktion Netzstabilisierung), um die schadhaften Schwellen zu ersetzen. Unter anderem beschaffte man zwei Schnellumbaumaschinen und sieben Hochleistungsmaschinenkomplexe (bestehend aus kontinuierlich arbeitender Stopfmaschine, Schotterpflug und Dynamischem Gleisstabilisator) bei Plasser & Theurer. Die geschädigten Schwellen wurden in den Folgejahren schrittweise ausgetauscht oder die Gleise stillgelegt und zurückgebaut.
Im Rahmen der RGW-Integration bestand bei den mittel- und südosteuropäischen Mitgliedsbahnen der Organisation für die Zusammenarbeit der Eisenbahnen etwa seit Mitte der 1960er Jahre der Plan, die Streckennetze für das erweiterte Lichtraumprofil 1-SM zu ertüchtigen, unter Anpassung an die deutschen Verhältnisse 1-SM/DR. Damit sollten Fahrzeuge, die der Fahrzeugumgrenzung 1-WM entsprechen, ohne betriebliche Sonderbehandlung aufgrund einer Lademaßüberschreitung eingesetzt werden können. Damit wären die meisten Wagen aus dem sowjetischen Breitspurnetz einsetzbar gewesen. Die wesentlichen Änderungen waren neben Erweiterungen in den oberen Ecken Bogenzuschläge bei Radien unter 4000 Metern. Das Regellichtraumprofil nach der Eisenbahn-Bau- und Betriebsordnung von 1943 sah Bogenzuschläge erst unterhalb von 250 m Radius vor. Realisiert wurde diese Aufweitung im Rahmen von großräumigen Oberbauerneuerungen, doch wurde der vorgesehene Endzustand bis 1990 nicht erreicht.
Der teilweise verbrauchte Oberbauzustand erzwang Langsamfahrstellen, viele eingleisige Strecken und intensive Streckennutzung verlängerten die Reisezeiten. Die Höchstgeschwindigkeit der Züge im Reiseverkehr lag bei 120 km/h. Verspätungen kamen vor allem in den letzten Jahren häufig vor.
Durch die zahlreichen Militärtransporte für die NVA und die Sowjetarmee (GSSD) wurde die DR als besonders sicherungsbedürftig angesehen. Für die Sicherstellung dieser Transporte im Falle eines Krieges wurden viele nicht planmäßig genutzte Verbindungskurven und strategische Strecken angelegt, unter anderem zur Umfahrung von Knotenbahnhöfen und größeren Brücken.
1990 waren nur 30 % der Strecken mehrgleisig (4223 km).

#### Elektrifizierung
Die Ölpreiskrise und zurückgehende Importe machten 1976 die Wiederaufnahme der raschen Streckenelektrifizierung notwendig. Als erstes war die Elektrifizierung der Strecken aus dem Süden der DDR nach Berlin vorgesehen, danach der Anschluss der Seehäfen und des Fährhafens Mukran an das elektrische Netz und schließlich die Umstellung der Kohleabfuhrstrecken aus dem Lausitzer Braunkohlerevier. Hinzu kamen viele Ergänzungsstrecken. Größtenteils durch direkt aus dem 50-Hertz-Landesnetz gespeiste rotierende Synchron-Synchron-Umformer wurde eine dezentrale Energieversorgung der neu elektrifizierten Strecken aufgebaut. Energieträger war vorwiegend heimische Braunkohle. Ab 1982 übernahm ein „Zentrales FDJ-Jugendobjekt“ den Streckenausbau. Bis zum 30. September 1989 wurden 2000 km Oberleitung neu gebaut. Bei der Elektrifizierung fand eine Zusammenarbeit mit dem Ministerium für Staatssicherheit statt (Befehl (12/82) „Fahrstrom“). Neben intensiver Überwachung wurde auch eine Kompanie für Bauarbeiten (Fahrleitungsmontage) aufgebaut. Das Ellok-Neubauprogramm war mit den Baureihen 250 und 243 erfolgreich, viele dieser Fahrzeuge waren jahrzehntelang in Betrieb. Die 1982 vom LEW vorgestellte Baureihe 112/212 bzw. 143/243 ist eine der erfolgreichsten Ellok-Konstruktionen der deutschen Eisenbahnen überhaupt. Nach der deutschen Einheit wurde sie im gesamten Bundesgebiet eingesetzt.
1976 startete das System der Städteexpresszüge, die jeweils morgens aus den meisten Bezirksstädten in der Hauptstadt Berlin eintrafen und sie abends wieder verließen (im Volksmund auch „Bonzenschleudern“ genannt). Die Wagen des Typs Y/B 70 – ursprünglich alle Bauart erster Klasse – kamen aus einer geplanten Lieferung an die ČSSR, die aber dort wegen Handelsdefizits nicht abgenommen wurde. In den 1980er Jahren wurden zusätzlich Wagen des UIC-Typs Z2 (vom Ausbesserungswerk Halberstadt) in Städteexpresslackierung beschafft, diese jedoch ohne erhöhten Komfort in der zweiten Klasse. Faktisch bedeutete der Einsatz dieser Wagen eine signifikante Steigerung der Beförderungskapazitäten (mehr Abteile pro Wagen als beim zunächst eingesetzten Typ Y/B 70 sowie acht statt sechs Plätze pro Abteil in der zweiten Klasse). Bei den Städteexpresszügen waren jedoch auch in den Z2-Wagen pro Abteil nur sechs Plätze reservierbar. Im Gegensatz zu den täglich verkehrenden  Zügen des Städteschnellverkehrs fuhren die als Fernberufsverkehr konzipierten Städteexpresszüge nur montags bis freitags.
1979 betrug die Streckenlänge 14 164 Kilometer, davon waren 1621 Kilometer elektrifiziert und insgesamt 290 Kilometer schmalspurig. 1981 wurden im Zuge der Energiekrise die ölgefeuerten Dampflokomotiven bis auf die 02 0201 und eine Maschine der Baureihe 50.0 abgestellt. Dafür wurden verstärkt rostgefeuerte Dampflokomotiven eingesetzt. Zahlreiche Dampflokomotiven wurden auf Rostfeuerung zurückgebaut und bereits abgestellte Maschinen der Baureihen 01 und 41 reaktiviert. Der Planbetrieb von Dampflokomotiven auf Regelspur endete erst am 29. Oktober 1988.
Das Netz der Deutschen Reichsbahn war um 1990 zu rund 27 % (3829 km) elektrifiziert.

#### Fahrpreise
Die Fahrpreise im Personenverkehr lagen vier Jahrzehnte lang bei 8 Pfennig pro Kilometer für die zweite und 11,6 Pfennig pro Kilometer für die erste Klasse plus Zuschlägen in zwei Preisstufen (bis 300 km und darüber) für Eil- (1,50/3 Mark), Schnell- (3,00 – 5,00 Mark) sowie (zusätzlich) Expresszüge (zwischen zwei und acht Mark). Es gab vielerlei Ermäßigungen, z. B. 75 % auf den Preis pro Kilometer für Lehrlinge bei Fahrt in der 2. Klasse zur und von der Ausbildungsstätte. Bekannte Ermäßigungen wie Sonntagsrückfahrkarten wurden beibehalten, außerdem gab es für Urlauber mit Ferienscheck des FDGB-Feriendienstes oder in Betriebsferienheimen und zusätzlich einmal jährlich für Gewerkschaftsmitglieder Ferienrückfahrkarten mit ebenfalls 33 1⁄3 % Ermäßigung. Um 1970 wurden Rentnerfahrkarten mit demselben Ermäßigungssatz eingeführt. Sie galten dienstags bis donnerstags, wenn keine Wochenpendler unterwegs waren. Hochermäßigte Wochen- und Monatskarten für Berufstätige und Schüler wurden ebenfalls beibehalten, die antragsfreien und damit etwas teureren Pendants waren Monats- und Teilmonatskarten. Die Pendlerangebote litten allerdings darunter, dass es in der DDR keine Verkehrsverbünde gab.

#### Fahrplanangebot
Das Fahrplanangebot litt unter den bei Netzunterhaltung genannten Umständen; so war es zudem wegen hoher Streckenbelegung u. a. durch den Güterverkehr insbesondere im Hauptstreckennetz nicht möglich, Taktverkehre einzurichten. Außerdem war die Reisegeschwindigkeit recht gering, auch beim Städteexpress. Da aber auch der motorisierte Individualverkehr oft keine adäquate Alternative darstellte, behielt die DR dennoch große Bedeutung für den Personenverkehr. Es gab trotz der vergleichsweise geringen Größe der Republik Nachtzüge mit Schlafwagen der MITROPA und Liegewagen der Reichsbahn im Binnenverkehr, beispielsweise Rostock–Karl-Marx-Stadt, Sassnitz–Leipzig oder Stralsund–Erfurt (letztgenannte Verbindung war bereits um 4.30 Uhr am Ziel).
Ein DDR-typisches Angebot im Binnenverkehr waren die sogenannten Urlauberschnellzüge zwischen Großstädten und Ferienregionen im Harz, Thüringer Wald oder an der Ostseeküste. Dabei fuhren sie bis zum letzten größeren Haltebahnhof vor ihrem Ziel als Schnellzüge mit Halt nur in größeren Bahnhöfen, bedienten aber auf dem letzten Streckenabschnitt fast alle Halte. Ein Beispiel dafür war lange Zeit das Zugpaar D 900/903 zwischen Dresden und Katzhütte im Thüringer Schiefergebirge.
Die Lage in Mitteleuropa erforderte schon bald nach Kriegsende wieder die Führung von internationalen Reisezügen, obwohl die Reisemöglichkeiten der eigenen Bevölkerung aus politischen Gründen lange sehr beschränkt blieben. Der internationale Reiseverkehr bestand in alle Nachbarländer und in vielen Fällen darüber hinaus mit teilweise langen Laufwegen. Politische Veränderungen hatten Einfluss auf die Umfang des Fahrplanangebotes. Während der Verkehr in Richtung Westdeutschland mit den Grenzsicherungsmaßnahmen in den 1950er-Jahren zurückging und nach dem 13. August 1961 einbrach, nahm er in Richtung Tschechoslowakei und Polen in den 1960ern langsam und mit der Einführung des visafreien Reiseverkehrs mit beiden Staaten 1970 und 1971 kräftig zu. Begünstigt wurden Eisenbahnreisen nach Ost- und Südosteuropa durch den im Verhältnis zum Deutschen Eisenbahn-Personentarif deutlich preiswerteren Einheitlichen internationalen Personen- und Gepäcktarif (EMPT/EMGT) mit einem Kilometerpreis von nur zwei Pfennig in der zweiten und drei Pfennig in der ersten Klasse. Fahrkarten nach diesem Tarif galten zusätzlich zuschlagfrei in allen Zügen. In den Sommermonaten verkehrten zusätzliche Züge, trotzdem war das Platzangebot nicht immer ausreichend.
Als Interrail, damals zunächst nur für junge Menschen bis 21 Jahre, zum 1. März 1972 eingeführt wurde, beteiligte sich auch die DDR, stieg aber, zusammen mit Polen, 1973 bereits wieder aus.
Um Missbrauch vorzubeugen, wurde zum EMPT 1981 ein Streckenzuschlag eingeführt. Durch diesen erhöhte sich der Fahrpreis bei internationalen Fahrten im jeweils eigenen Land auf das Niveau des Binnenverkehrspreises. Ab 1986 wurden einzelne internationale Zugpaare zwischen Berlin und Warschau, Prag bzw. Budapest als Interexpress bezeichnet und zum Teil mit höherwertigem Wagenmaterial ausgestattet.
Nach der Öffnung der innerdeutschen Grenze im November 1989 wuchs der Reisebedarf in Richtung Bundesrepublik Deutschland stark an (vgl. Interzonenzug#Reiseverkehr). Beide deutsche Staatsbahnen reagierten mit zahlreichen zusätzlichen Zügen. Der Verkehr in Richtung Ost- und Südosteuropa, so mit den Interexpress, brach dagegen ein. Viele langjährige Verbindungen wurden daraufhin in den 1990er Jahren ganz eingestellt oder ihr Laufweg gebrochen.

### Betriebsrechte in West-Berlin

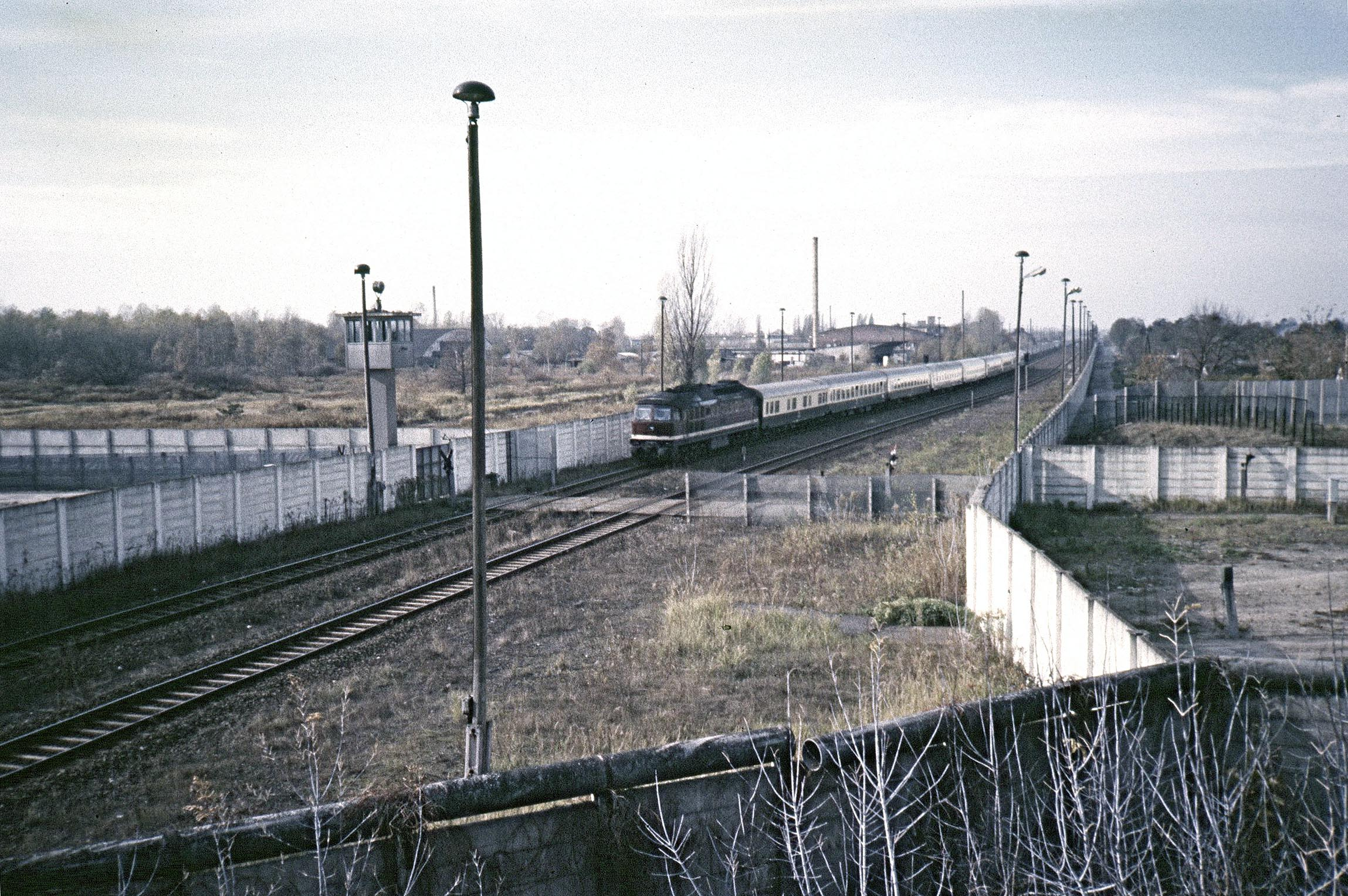
Transitzug aus Hamburg durchfährt die Grenzanlagen am Bahnhof Berlin-Staaken, 1986

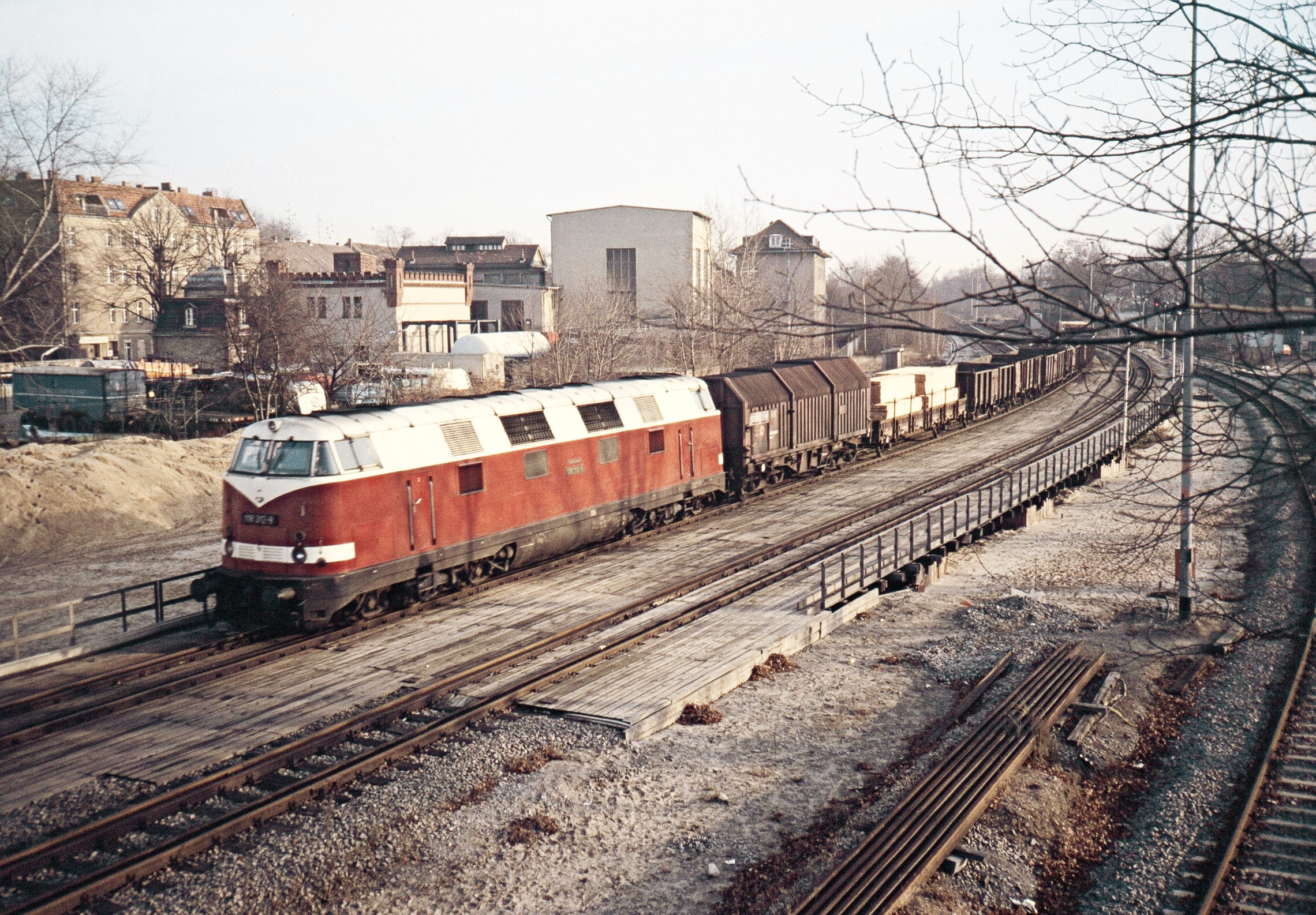
V 180 auf der provisorischen Brücke über die Autobahnbaustelle Tegel, 1986

Bis zur Gründung der Bundesrepublik Deutschland (23. Mai 1949) und der DDR (7. Oktober 1949) firmierte die Eisenbahn in der amerikanischen, der britischen und der sowjetischen Besatzungszone Deutschlands als Deutsche Reichsbahn. Es gab den jeweiligen Zusatz der Besatzungszone: „USSR-Zone“, „Brit-US-Zone“ und „Zone Fr“ an Güterwagen. In der französischen Zone wurden die Bahnen formal zur Betriebsvereinigung der Südwestdeutschen Eisenbahnen (SWDE) zusammengefasst.
Der Name „Deutsche Reichsbahn“ musste in der späteren DDR aus formaljuristischen Gründen erhalten bleiben, weil die Alliierten der Sowjetischen Militäradministration in Deutschland (SMAD) „unbeschadet der Sektoreneinteilung im Interesse der Sicherheit und der Aufrechterhaltung des Transportwesens das gesamte Eisenbahnwesen innerhalb der Grenzen der Stadt Berlin“ zugewiesen hatten. Somit oblag es der sowjetisch kontrollierten Deutschen Reichsbahn, den Eisenbahnbetrieb nicht nur in der SBZ, sondern auch in der Viersektorenstadt Berlin durchzuführen. Frankreich hatte sich erfolglos gegen den Wortteil „Reichs-“ gewehrt, da Bezeichnungen, die an das „Reich“ erinnerten, aus dem Wortschatz getilgt werden sollten.
Hinzu kam das nicht offiziell protokollierte Bestreben der SMAD, die Rechte der Zivilverwaltung der SBZ (später DDR) zu begrenzen. Die Transportabteilung der SMAD war lange Zeit gegenüber der Deutschen Reichsbahn weisungsbefugt. Zudem erhoffte sich die DDR einen Zugriff auf ausländisches Reichsbahnvermögen. Einen großen Teil hatte die Deutsche Bundesbahn übernommen. Etliche Immobilien gingen in andere Hände über. Wenn bei Eisenbahnern und der DDR-Bevölkerung die Bezeichnung Deutsche Reichsbahn zur Diskussion stand, wurden als Grund für ihre Beibehaltung meist wirtschaftliche Erwägungen vor allem bezüglich der hohen Kosten, mit denen eine Namensumstellung verbunden gewesen wäre (beispielsweise neue Schilder, Drucksachen, Änderung bestehender Verträge auf einen neuen Namen usw.) angegeben.
Auch nach dem Mauerbau 1961 behielt die Deutsche Reichsbahn die Betriebsrechte für den Eisenbahn- und S-Bahn-Verkehr in Berlin, da für die Bahnanlagen eine eigenständige Regelung bestand und diese Flächen nicht Bestandteil der Westsektoren der Alliierten waren und somit nach der (von westlicher Seite bestrittenen) Rechtsauffassung der DDR zu ihrem Hoheitsgebiet gehörten. Die DDR-Staatsführung hatte ein großes Interesse an einer gesicherten Präsenz in West-Berlin, die auch für politische und administrative Aktivitäten außerhalb des Bahnbetriebes nützlich war. In West-Berlin riefen der Regierende Bürgermeister Willy Brandt und der Deutsche Gewerkschaftsbund (DGB) nach dem Mauerbau als Protestmaßnahme zum S-Bahn-Boykott auf. Die Fahrgastzahlen der S-Bahn im Westteil der Stadt sanken danach drastisch und verursachten der DR erhebliche Verluste. 
Die DDR nutzte als Reaktion zunächst die Preispolitik der S-Bahn als Möglichkeit zur politischen Propaganda, indem die als kapitalistisch bezeichneten Tarife der Berliner Verkehrsbetriebe (BVG) angeprangert wurden; die Fahrgastzahlen blieben dennoch weit hinter dem Stand von vor August 1961 zurück. Ab 1972 stiegen die S-Bahn-Tarife analog zu den BVG-Fahrpreisen. Nach dem ersten Reichsbahnerstreik 1949 kam es im Jahr 1980 zum zweiten Reichsbahnerstreik der in Berlin (West) angestellten Mitarbeiter der Reichsbahn, nachdem diese einen S-Bahn-Fahrplan vorgelegt hatte, der einen Betriebsschluss um 21.00 Uhr auf allen Strecken in den Westsektoren Berlins mit Ausnahme des Streckenabschnitts zwischen Berlin-Friedrichstraße und Berlin-Charlottenburg enthielt. Der Streik richtete sich vor allem gegen den mit der Fahrplaneinschränkung verbundenen Wegfall der Nachtzulage für die Eisenbahner sowie gegen den absehbaren Personalabbau. Die Reichsbahn nutzte den Streik, um weitere Einschränkungen im West-Berliner S-Bahn-Netz vorzunehmen. So wurden nach dem Streik nur noch die Abschnitte Berlin Friedrichstraße–Berlin-Wannsee, Frohnau–Lichtenrade sowie Heiligensee–Schönholz und Papestraße (heute Südkreuz)–Lichterfelde Süd wieder in Betrieb genommen. Außer zwischen Friedrichstraße und Zoologischem Garten wurde danach der tägliche Betriebsschluss auf 21.00 Uhr vorverlegt. Nach dem Streik wurden von der DR viele Mitarbeiter der Dienststellen in den Westsektoren Berlins entlassen. 
Zum 9. Januar 1984 gab die DR den Betrieb der S-Bahn in Berlin (West) schließlich unbefristet an den Berliner Senat ab, der damit die BVG beauftragte. Ihr Betrieb war wirtschaftlich schon seit Jahren defizitär und die Betriebskosten konnten nicht mehr gedeckt werden. Durch die Entspannungspolitik war der Betrieb der S-Bahn in Berlin (West) als Mittel des Kalten Krieges nicht mehr tauglich. Ihre Betriebsrechte im übrigen Eisenbahnverkehr behielt die DR und blieb damit im Güterverkehr und mit dem Betrieb der Transitzüge ins Bundesgebiet weiterhin in West-Berlin präsent.

### Bundesrepublik Deutschland

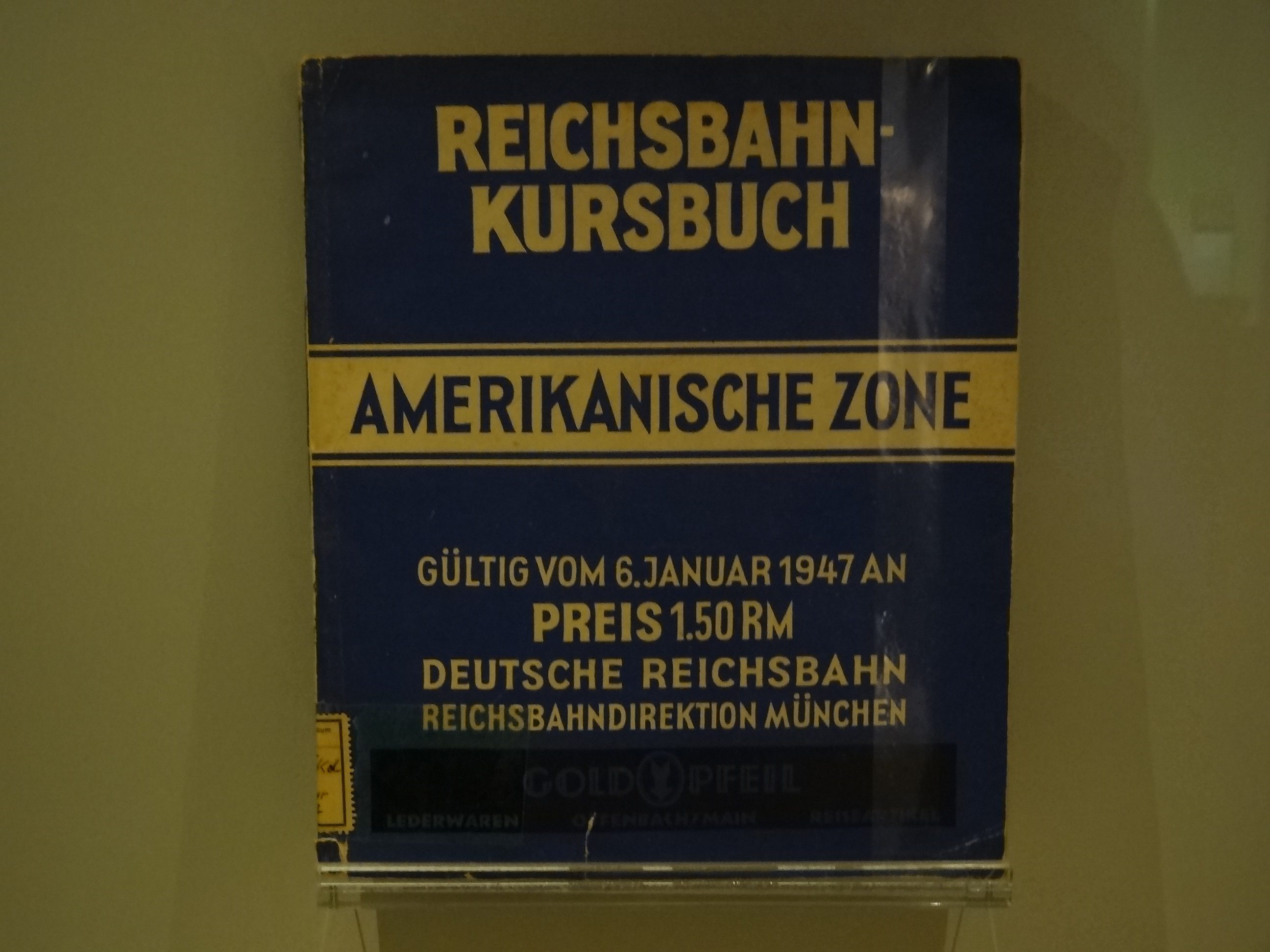
Kursbuch Amerikanische Zone 1947. Drei Monate nach Gründung der Bundesrepublik Deutschland wurde am 7. September 1949 die unpassende Bezeichnung Deutsche Reichsbahn durch Deutsche Bundesbahn ersetzt.

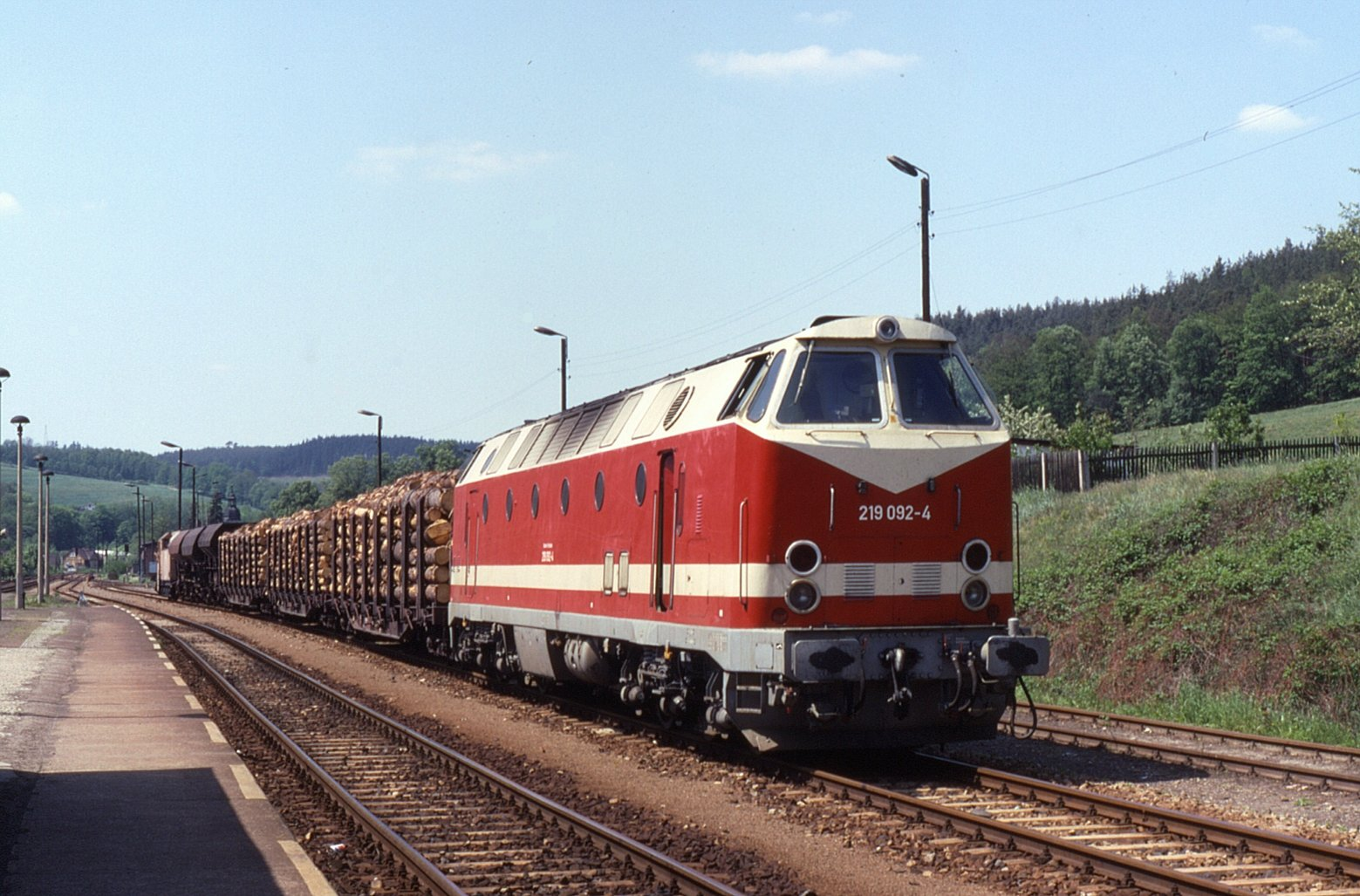
DR-Baureihe 119, nach der Umnummerierung auf DB-Schema nun Baureihe 219

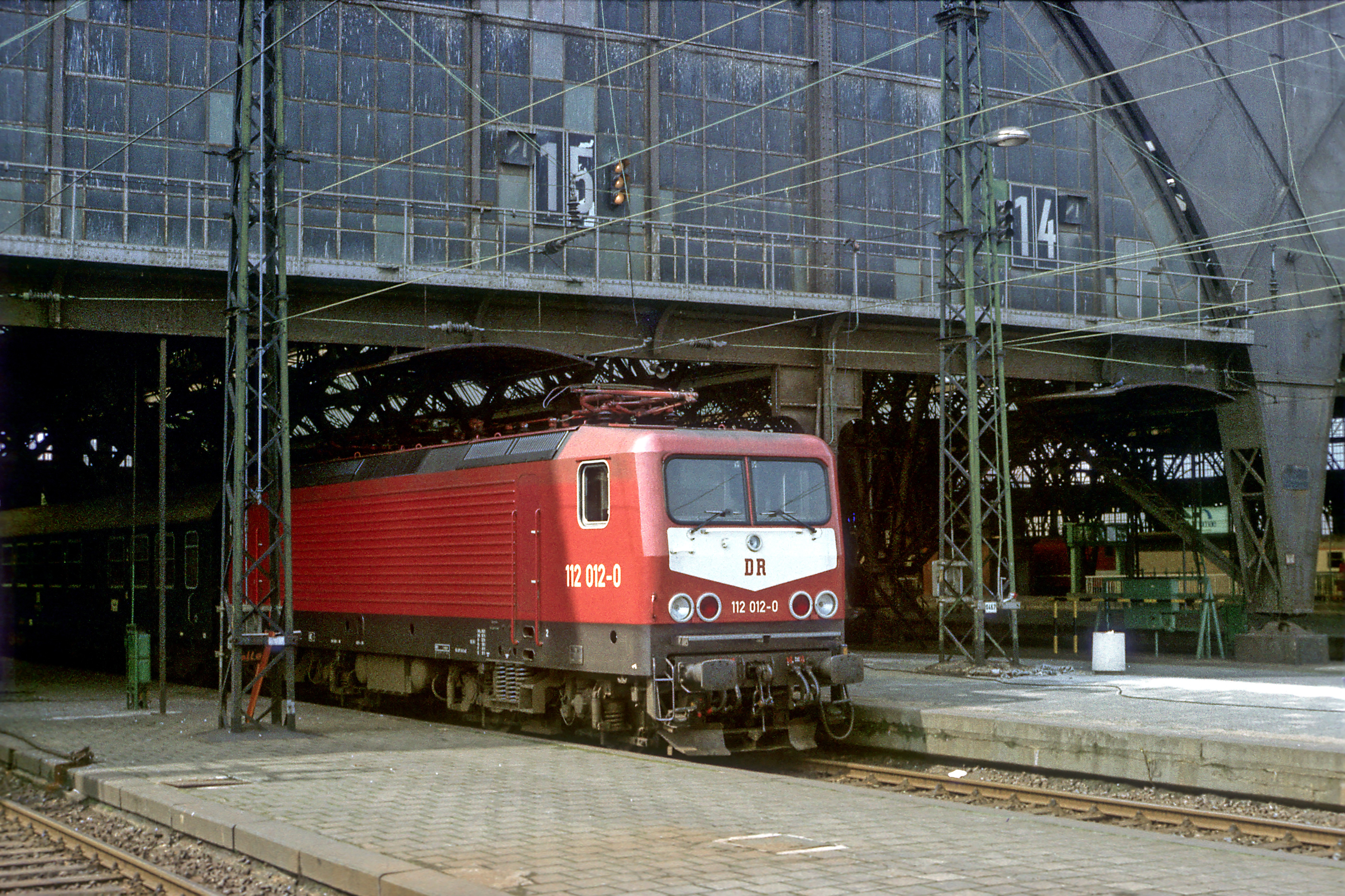
Für den Einsatz mit 160 km/h wurden Lokomotiven der Baureihe 112, die Weiterentwicklung der damaligen Baureihe 243, beschafft.

Im Zuge der deutschen Wiedervereinigung am 3. Oktober 1990 wurden DR und die Verwaltung des ehemaligen Reichsbahnvermögens VdeR zum Bundeseisenbahnvermögen zusammengeschlossen und bildeten nunmehr das Sondervermögen Deutsche Reichsbahn der Bundesrepublik Deutschland. Teile der West-Berliner Liegenschaften kamen von der VdeR direkt in die Verwaltung des Bundeseisenbahnvermögens. Die Angehörigen der Transportpolizei wechselten zum Bundesgrenzschutz (BGS).
Ein massiver Personalabbau seit Beginn der Währungs-, Wirtschafts- und Sozialunion am 1. Juli 1990 und Pläne zur Entlassung von 60 000 der 240 000 Eisenbahner bis 1995 führten zu viel Unmut und im November 1990 sogar zu einem Streik. Ein weiterer Grund für den Arbeitskampf waren die im Vergleich zur Deutschen Bundesbahn (DB) bei der Deutschen Reichsbahn gezahlten geringeren Löhne. Der Streik führte zur Unterbrechung fast des gesamten Fern- und Güterverkehrs in den neuen Bundesländern. Auch in Richtung Westdeutschland und Osteuropa kam es zu starken Einschränkungen des Verkehrs. Der Arbeitskampf wurde am 29. November 1990 mit einem Kompromiss zwischen der Gewerkschaft der Eisenbahner Deutschlands (GdED) und der Deutschen Reichsbahn beendet: Der neue Tarifvertrag sah vor, dass bis Mitte 1991 kein Mitarbeiter entlassen werden sollte. Nach einer am 26. April 1991 getroffenen Regelung erhielten die Mitarbeiter der Deutschen Reichsbahn vom 1. Juli 1991 an 60 % der bei der Deutschen Bundesbahn gezahlten Löhne. Der Personalbestand der DR schrumpfte von 253 000 Beschäftigten Mitte 1990 auf 138.000 bis Ende Dezember 1993, das war ein Rückgang um 45 %.
Am 1. Januar 1991 erhöhte die DR nach mehr als 40 Jahren zum ersten Mal die Fahrpreise. Der Preis pro Kilometer stieg in der zweiten Klasse von 8 auf 12 Pfennig, in der ersten von 11,6 auf 18 Pfennig.
Am 4. Januar 1991 trafen in den Betriebswerken Mannheim 1 und Dortmund die ersten von 50 Elektrolokomotiven der Baureihe 243 der Deutschen Reichsbahn ein. Sie galten als Leihlokomotiven und waren buchungsmäßig dem Bahnbetriebswerk Erfurt zugeordnet. Das Reichsbahnausbesserungswerk Dessau übernahm im Februar 1991 die Instandsetzung von DB-Lokomotiven der Baureihen 110, 140 und 150. Außerdem erhielten die Reichsbahnausbesserungswerke Eberswalde, Potsdam und Zwickau Aufträge der Deutschen Bundesbahn.
Die Entscheidung für ein einheitliches Triebfahrzeug-Kennzeichnungssystem der DR und DB fiel am 3. Mai 1991. Die Deutsche Reichsbahn zeichnete daraufhin zum 1. Januar 1992 ihre Lokomotiven und Triebwagen um. Für den ab dem 2. Juni 1991 gültigen Jahresfahrplan 1991/92 erschien nach vier Jahrzehnten Unterbrechung wieder ein gesamtdeutsches Kursbuch. Ein einheitliches Nummernsystem für die Fahrplanfelder in Ost- und Westdeutschland wurde erst am 31. Mai 1992 eingeführt. Am 2. Mai 1992 wurde bei der Deutschen Reichsbahn die von der Deutschen Bundesbahn bekannte Dienstkleidung eingeführt.
Am 1. Februar 1993 ging der Betrieb auf den Schmalspurbahnstrecken des Harzes an die Harzer Schmalspurbahn GmbH (HSB) über. Damit hatte die DR die erste ihrer Schmalspurbahnen regionalisiert.
Mit folgenden Ausbaumaßnahmen zwischen dem Netz der Deutschen Reichsbahn und dem Netz der Deutschen Bundesbahn, der durchgehenden Elektrifizierung und den verwirklichten Verkehrsprojekten „Bahnbau Deutsche Einheit“ wurde der Ost-West-Reiseverkehr dem Westniveau angepasst. In Betrieb gingen zwischen dem 3. Oktober 1990 und dem 31. Dezember 1993:
- 25. Mai 1991: Umbau Eisenach–Herleshausen–Gerstungen, im Gegenzug Stilllegung des Abschnittes Förtha–Gerstungen
- 28. September 1991: Lückenschluss Rentwertshausen–Mellrichstadt
- 28. September 1991: Lückenschluss Sonneberg–Neustadt bei Coburg
- 22. Mai 1993: Ausbau Plauen–Hof (Saale)
- 23. Mai 1993: Umbau Marienborn–Helmstedt

Im Winterfahrplan 1990/91 verkehrten die ersten Interregio-Züge zwischen Ost- und Westdeutschland: drei Zugpaare zwischen  Berlin und Köln sowie je ein Zugpaar auf den Strecken Erfurt–Kassel–Aachen, Leipzig–Nürnberg und zwei Zugpaare von Leipzig über Nürnberg nach München. Seit dem 1. September 1990 waren Berlin und Hamburg bereits durch ein Intercity-Paar verbunden. Für Unmut sorgte allerdings der für die Nutzung geforderte IC-Zuschlag, denn weder wurde ein Taktverkehr angeboten noch waren die Reisezeiten gegenüber den übrigen Zügen markant kürzer.
Die Deutsche Bundesbahn verlängerte ihre InterCity- und InterRegio-Linien bis Berlin, Leipzig und Dresden. Der am 31. Mai 1992 eingeführte Fahrplan brachte der Deutschen Reichsbahn – wie 1991 der Deutschen Bundesbahn – die größte Umstellung seit Jahrzehnten. Fünf IC-Linien verbanden die Netze beider Bahnen. Die Zahl der Euro- und InterCitys stieg auf 88. Am 23. Mai 1993 wurde der elektrische Betrieb auf der Strecke Marienborn–Magdeburg aufgenommen und Berlin mit der Linie 6 an das ICE-Netz angebunden.
Am 1. Januar 1994 trat die Bahnreform in Kraft. Aus den Behörden Deutsche Reichsbahn und Deutsche Bundesbahn entstand die ausschließlich unternehmerisch geführte Deutsche Bahn AG (DB AG), die sich vollständig in Bundeseigentum befand. Der neugefasste Artikel 87 e des Grundgesetzes bestimmte die Zuständigkeit des Bundes für die Eisenbahnverkehrsverwaltung. Dem Eisenbahn-Bundesamt (EBA) oblagen fortan die hoheitlichen Aufgaben wie Planfeststellung, Eisenbahnaufsicht und Bauaufsicht. Am 5. Januar 1994 ließ sich die DB AG in das Handelsregister des Amtsgerichts Charlottenburg eintragen, Sitz der Gesellschaft ist Berlin.

## Organisation

### Generaldirektion
Die DR wurde von einem Generaldirektor (GD) geleitet, der meist auch Verkehrsminister der DDR war. Der erste Stellvertreter des Ministers war dabei ausschließlich für die Eisenbahn zuständig. Langjähriger erster Stellvertreter des Ministers und ab 1980 Staatssekretär im Ministerium für Verkehrswesen (MfV) war Heinz Schmidt. Weitere stellvertretende Minister für die DR waren Robert Menzel, Günter Grohmann, Volkmar Winkler u. a. Das Ministerbüro befand sich in Ostberlin, Voßstraße 33.
Generaldirektoren der DR waren:
- Wilhelm Fitzner: 1945 bis 1946
- Willi Besener: 1946 bis Januar 1949
- Willi Kreikemeyer: 1949/50 (als „Westspion“ in DDR-Haft gestorben)
- Erwin Kramer: 1950 bis 15. Dezember 1970
- Otto Arndt: 16. Dezember 1970 bis November 1989, ab 1964 einer der Stellvertreter des Ministers, ab 1970 Verkehrsminister
- Herbert Keddi: November 1989 bis 31. Mai 1990, ab Ende 1988 1. Stellvertreter des Ministers
- Hans Klemm: 1. Juni 1990 bis 31. August 1991 (nur GD, wegen mutmaßlicher IM-Tätigkeit abgesetzt)
- Heinz Dürr: 1. September 1991 bis 31. Mai 1992, nur GD

Zum 1. Juni 1992 wurde ein gemeinsamer Vorstand der DR mit der Deutschen Bundesbahn gebildet, der ebenfalls von Heinz Dürr geleitet wurde.
Die zentrale operative Betriebsleitung erfolgte durch die Hauptdispatcherleitung (Hdl), aus Sicherheitsgründen in einem von außen unauffälligem und nicht als DR-Dienststelle gekennzeichneten Dienstobjekt in Berlin-Spindlersfeld. Heinz Krüger war letzter Betriebsleiter und Chef des Hauptstabes der operativen Betriebsleitung. Die Hdl war mit allen Oberdispatcherleitungen (Odl) bei den Reichsbahndirektionen mittels der bahninternen Fernkonferenzwechselsprechanlage (FKWA) verbunden.

### Zentrale Organe
Das Rechenzentrum der Deutschen Reichsbahn war verantwortlich für die Organisation und Sicherung der technischen und kaufmännischen Umsetzung von rechentechnischen Lösungen. Es unterteilte sich in Rechenstationen (RST) der einzelnen Reichsbahndirektionen. Großprojekte waren EPLA – Elektronische Platzreservierung, IS Stave – Grenzverkehr, Transportverkehr, ADAG – Leerwagenverkehr, ZEFBA – Frachtberechnungen und alle Abrechnungen wie Lohn- und Rechnungsstellungen.
Für den Schutz der Bahnhöfe und Anlagen der DR war die Transportpolizei verantwortlich, die Teil der Bewaffneten Organe des Ministeriums des Innern war, sowie das Ministerium für Staatssicherheit.

### Reichsbahndirektionen (Rbd)
Die Deutsche Reichsbahn war regional gegliedert in die:
- Reichsbahndirektion Berlin
  - Reichsbahnamt Berlin 1 (Verwaltungssitz: am Berliner Ostbahnhof)
  - Reichsbahnamt Berlin 2 (Verwaltungssitz: Potsdam)
  - Reichsbahnamt Berlin 3 (Verwaltungssitz: Wustermark), wurde am 1. Januar 1968 aufgelöst
  - Reichsbahnamt Berlin 4 (Verwaltungssitz: am Berliner Nordbahnhof). Ihm unterstanden die Strecken in Berlin (West), der Bahnhof Friedrichstraße und die Nord-Süd-S-Bahn.
  - Reichsbahnamt Frankfurt (Oder)

- Reichsbahndirektion Cottbus, aufgelöst am 30. September 1990. Strecken des Rba Bautzen (außer Strecken Horka–Hohenbocka und Horka–Weißwasser) kamen zur Rbd Dresden, Strecken der Rba Senftenberg und Cottbus zur Rbd Berlin.
  - Reichsbahnamt Bautzen
  - Reichsbahnamt Cottbus
  - Reichsbahnamt Senftenberg

- Reichsbahndirektion Dresden
  - Reichsbahnamt Dresden
  - Reichsbahnamt Karl-Marx-Stadt
  - Reichsbahnamt Zwickau

- Reichsbahndirektion Erfurt
  - Reichsbahnamt Erfurt
  - Reichsbahnamt Meiningen
  - Reichsbahnamt Nordhausen
  - Reichsbahnamt Saalfeld

- Reichsbahndirektion Greifswald, aufgelöst am 30. September 1990, kam zur Rbd Schwerin
  - Reichsbahnamt Neustrelitz
  - Reichsbahnamt Pasewalk
  - Reichsbahnamt Stralsund
  - Fährschiffamt Saßnitz (ab 2. Februar 1993 Sassnitz)

- Reichsbahndirektion Halle
  - Reichsbahnamt Halle
  - Reichsbahnamt Leipzig

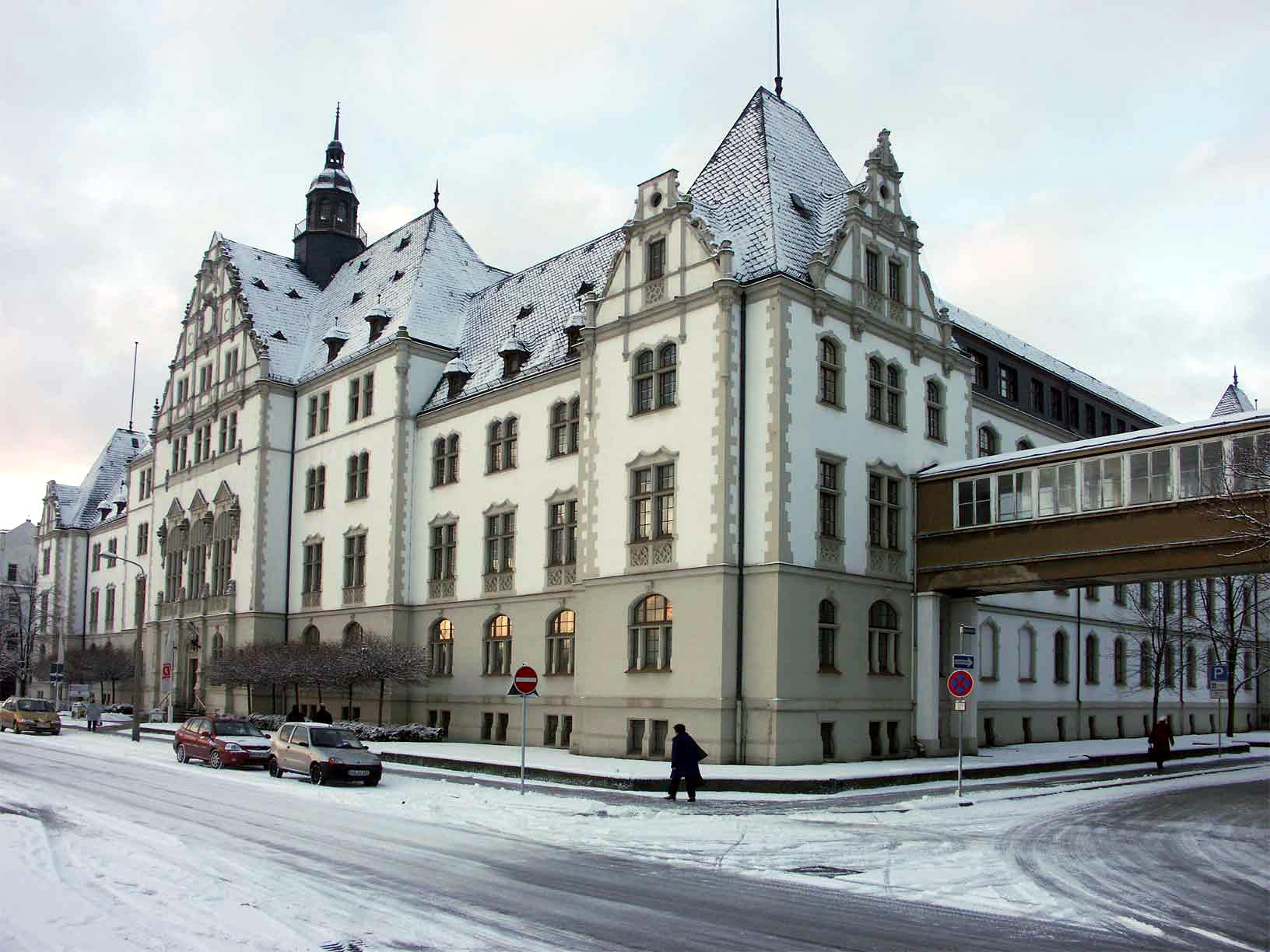
Gebäude der Reichsbahndirektion Halle

  - Reichsbahnamt Lutherstadt Wittenberg

- Reichsbahndirektion Magdeburg, aufgelöst am 30. September 1990, kam zur Rbd Halle
  - Reichsbahnamt Aschersleben (ihm unterstand der gesamte Eisenbahnverkehr im Harz)
  - Reichsbahnamt Magdeburg
  - Reichsbahnamt Stendal

- Reichsbahndirektion Schwerin
  - Reichsbahnamt Güstrow
  - Reichsbahnamt Rostock
  - Reichsbahnamt Wittenberge

Die technischen Dienststellen unterstanden direkt den Reichsbahndirektionen, die früheren Maschinenämter wurden nach dem Zweiten Weltkrieg nicht wieder eingerichtet.
Zusätzlich gab es in Berlin die Direktion der Ausbesserungswerke der Deutschen Reichsbahn (Rbd Aw) und die Reichsbahnbaudirektion (Rbbd).
Reichsbahnausbesserungswerke (Raw) für umfangreiche Reparaturen, Hauptuntersuchungen und auch Neubauten gab es u. a. in Berlin, Cottbus, Delitzsch, Dessau, Eberswalde, Görlitz, Halberstadt, Halle, Karl-Marx-Stadt (heute Chemnitz), Magdeburg, Malchin, Meiningen, Potsdam, Stendal, Wittenberge und Zwickau. Weiterhin gab es das Kraftwagenausbesserungswerk in Greifswald.

### Nachgeordnete Dienststellen
Jede Reichsbahndirektion wurde von einem Präsidenten und mehreren Vizepräsidenten geleitet. Die Reichsbahndirektionen untergliederten sich wiederum in die Reichsbahnämter. Ihnen unterstellt waren die Bahnhöfe.
Bahnbetriebswerke (Bw), Bahnstromwerke (Bsw), Starkstrommeistereien (Stm) gehörten zum Hauptdienstzweig Maschinenwirtschaft und waren direkt der Rbd unterstellt.
Weitere Dienststellen waren:
- Bahnbetriebswagenwerke (Bww), vorher Wagenmeistereien (Wm)
- Bahnmeistereien (Bm)
- Oberbauwerke (Obw)
- Instandhaltungswerke für Sicherungs- und Telekommunikationstechnik (IwST), vorher Instandhaltungswerke für Sicherungs-, Fernmelde- und Prozeßautomatisierungstechnik (IwSFP) (bis 1986 Signal- und Fermeldemeistereien [Sfm])
- Anlagenbau für Sicherungs-, Fernmelde- und Prozeßautomatisierungstechnik (ASFP), vorher Signal- und Fernmeldewerke Sfw
- Hochbaumeistereien (Hbm)
- Instandhaltungswerke für Brücken und Kunstbauten (IwBK), vorher Brückenmeistereien (Brm)
- Kraftwagenbetriebswerke (Kbw)
- Versuchs- und Entwicklungsstellen (VES), z. B. VES-M Halle Versuchs- und Entwicklungsstelle Maschinenwirtschaft
- Direktionsbeschaffungsstelle (Dbs)

### Ausbildung
Höchste Bildungsstätte für die Ausbildung von Diplomingenieuren, Diplomtransporttechnologen u. a. war die Hochschule für Verkehrswesen (HfV) in Dresden, die direkt dem Ministerium für Verkehrswesen unterstand. Daneben gab es noch eine Fachschule in Dresden (Ingenieurschule für Verkehrstechnik) sowie in Gotha die Ingenieurschule für Transportbetriebstechnik für die Ausbildung von Ingenieuren. Die Berufsausbildung wurde von den Betriebsberufsschulen, die einzelnen Dienststellen zugeordnet waren, verantwortet.

### Beförderungen
Die unteren Dienstgrade wurden wie folgt attestiert bzw. befördert:

Attestierung zum Assistenten
Attestierung zum Untersekretär
Beförderung zum Sekretär
Beförderung zum Obersekretär
Beförderung zum Hauptsekretär
Beförderung zum Inspektor
Beförderung zum Oberinspektor

### Auszeichnungen
Folgende Auszeichnungen wurden verliehen:

Für 10-jährigen Dienst
Für 10 Jahre treue Arbeit
Für 10 Jahre treue Arbeit
Für 20 Jahre treue Arbeit
Für 20 Jahre treue Arbeit
Für 30 Jahre treue Arbeit (Avers)
Für 30 Jahre treue Arbeit (Revers)
Für 30 Jahre treue Arbeit

## Transportvolumen
Bis zur Gründung der Deutschen Bahn AG war die Förderleistung der DR von dem staatlich verfolgten Ziel geprägt, möglichst viele Transporte auf die Schiene zu legen. Die SED stellte den Automobilbau hintenan und kritisierte, dass sich die Bundesrepublik einseitig auf die Förderung der Automobilindustrie fokussiere. Auch in der Verkehrsplanung hatte der Bahnverkehr Vorrang. Das zunehmende Verkehrschaos in westlichen Großstädten durch private Pkw sahen Verkehrsexperten der DDR als Bestätigung der Richtigkeit dieser Orientierung. Das hatte weniger ökologische Gründe, sondern ökonomische: Der Schienenverkehr galt in der DDR als rationeller als der Auto- und Lkw-Verkehr. Dazu trugen auch die spezifisch günstigeren Transport- bzw. Energiekosten sowie die Traktion mittels kostengünstiger heimischer Braunkohle statt importierten Erdöls bei.
Die ökonomisch rationellste Beförderungsart sollte gewählt werden, dabei wurde allerdings auch im Rahmen der „sozialistischen Rationalisierung der Transportprozesse“ zunehmend der Straßentransport einbezogen. Ab 1959 wurde der Stückgutverkehr auf Knotengüterabfertigungen konzentriert. Ende 1967 waren von 3000 Stückgutabfertigungen nur noch 325 übrig. Mitte der 1960er Jahre wurde auch der Wagenladungsverkehr konzentriert, von 3000 Ladestellen 1964 wurden bis 1971 1300 geschlossen. Durch die Verteuerung des Erdöls wurde ab 1980 ein radikaler Wandel vollzogen, alle inländischen Lkw-Transporte über 50 Kilometer mussten auf die Eisenbahn verlagert werden. Von 1980 bis 1987 stieg der Anteil der Eisenbahn am Frachtaufkommen, gemessen in Tonnen, von 28,3 auf 37,1 Prozent. Mit der Währungsunion 1990 ging das Frachtaufkommen der Bahn rapide zurück. 1990 um ein Drittel zum Vorjahr, 1991 noch einmal um die Hälfte im Vergleich zu 1990.
Der Güterverkehr der DR wuchs von 1960 bis 1986 um 79 % von 32,9 auf 58,9 Mrd. Tonnenkilometer. Der Güterverkehr der DB wuchs im gleichen Zeitraum nur um 8,7 %. Der Personenverkehr der DR wuchs von 1960 bis 1986 allerdings kaum (um 5,2 %), der der DB wuchs im gleichen Zeitraum um 7,8 %.
Die Zahl der Kohlenganzzüge nahm seit 1990 rapide ab; da viele Kraftwerke stillgelegt oder auf Gas umgestellt wurden. Der Export in die östlichen Länder brach nicht ab, sondern fand immer mehr auf der Autobahn via Frankfurt (Oder) statt.
Den Verkehrsrückgang spürten zuerst die Rangierbahnhöfe, die weniger Züge bildeten. Im Mai 1990 waren es im täglichen Durchschnitt im Bahnhof Roßlau (Elbe) zehn, im Bahnhof Weißenfels sieben, in Frankfurt (Oder) 14, in Erfurt sieben, in Halle 5. Auch reichte die Auslastung der Züge bei weitem nicht mehr an die früheren Werte heran.
| Transportleistung                               | Bahngesellschaft    | 1960 | 1970 | 1980 | 1986 |
| ----------------------------------------------- | ------------------- | ---- | ---- | ---- | ---- |
| Güterverkehr in Milliarden Tonnenkilometer      | Deutsche Reichsbahn | 32,9 | 41,5 | 56,4 | 58,9 |
| Güterverkehr in Milliarden Tonnenkilometer      | Deutsche Bundesbahn | 56,2 | 72,6 | 65,3 | 61,1 |
| Personenverkehr in Milliarden Personenkilometer | Deutsche Reichsbahn | 21,3 | 17,7 | 22,0 | 22,4 |
| Personenverkehr in Milliarden Personenkilometer | Deutsche Bundesbahn | 38,4 | 37,5 | 41,4 | 41,4 |

## Bahnbetriebsunfälle
In der Geschichte der Deutschen Reichsbahn ereignete sich eine Reihe von Unfällen (siehe auch Liste von Eisenbahnunfällen in Deutschland).
- 4. Mai 1951, im Ausbesserungswerk Meiningen kommen beim Kesselzerknall einer untersuchten Dampflokomotive 11 Menschen ums Leben.
- 25. Februar 1956, die Flankenfahrt eines rangierenden Güterzugs in einen durchfahrenden Schnellzug fordert beim Eisenbahnunfall von Bornitz 48 Tote und 55 Verletzte.
- 15. Mai 1960, beim Eisenbahnunfall von Leipzig stoßen zwei Reisezüge aufgrund unzureichender Fahrwegprüfung im Vorfeld des Leipziger Hauptbahnhofs zusammen, 54 Menschen sterben, 240 werden verletzt.
- 1. März 1962, ein Panzer der sowjetischen Streitkräfte stürzt von einem Flachwagen, nachdem sein Kanonenrohr einen entgegenkommenden Zug beschädigt hat. Der Militärzug entgleist, der Eisenbahnunfall von Trebbin fordert mindestens 70 Todesopfer.
- 1. November 1964, beim Eisenbahnunfall von Langhagen sterben 44 Menschen und 70 werden verletzt, als ein Schnellzug in einen entgleisten Güterzug fährt.
- 24. Juni 1965, eine Gleisverwerfung führt zum Eisenbahnunfall von Waßmannsdorf, die Entgleisung eines Personenzugs fordert neun Menschenleben.
- 6. Juli 1967, in Langenweddingen kommt es zum Eisenbahnunfall von Langenweddingen, dem mit 94 Todesopfern schwersten Eisenbahnunfall der deutschen Nachkriegsgeschichte vor der Wiedervereinigung, als ein Personenzug auf einem Bahnübergang aufgrund nicht richtig geschlossener Schranken mit einem Tanklastwagen kollidiert.
- 30. Oktober 1972, beim Eisenbahnunfall von Schweinsburg-Culten stoßen aufgrund eines übersehenen Signals der Ext „Karola“ von Leipzig nach Karlovy Vary und der Schnellzug von Aue nach Berlin zusammen, die Folge sind 28 Tote und über 70 Verletzte
- 27. Juni 1977, aufgrund der Fehlbedienung eines Weichenwärters (unterlassene Fahrwegprüfung) kommt es zum Eisenbahnunfall von Lebus, bei dem ein Schnellzug und ein Güterzug zusammenstoßen. 29 Menschen sterben, sieben werden schwer und weitere leicht verletzt.
- 27. November 1977, der Kesselzerknall in Bitterfeld, die bisher letzte Kesselexplosion einer Dampflokomotive in Deutschland, fordert neun Menschenleben.
- 11. Juni 1981, aufgrund einer Gleisverwerfung entgleist beim Eisenbahnunfall von Erfurt-Bischleben ein Schnellzug, wobei 14 Reisende ums Leben kommen und 102 verletzt werden.
- 29. Februar 1984, ein Transitzug von West-Berlin nach Saarbrücken fährt beim Eisenbahnunfall von Hohenthurm auf einen Personenzug auf; der Unfall fordert 11 Menschenleben, weitere 43 Menschen werden verletzt.
- 11. Oktober 1985, auf der baubedingt nur eingleisig betriebenen Bahnstrecke Braunschweig–Magdeburg stoßen beim Eisenbahnunfall von Eilsleben eine Diesellok und ein Personenzug zusammen, der Unfall kostet 13 Personen das Leben.
- 19. Januar 1988, beim Eisenbahnunfall von Forst Zinna gerät ein Panzer der sowjetischen Streitkräfte auf die Schienen der Bahnstrecke Berlin–Halle und kollidiert mit einem Schnellzug. Der Unfall fordert 6 Tote und 33 Verletzte.
- 3. Dezember 1988, bei Horka kommen acht Eisenbahner ums Leben, als ein Güterzug und ein Dienstzug auf der Bahnstrecke Węgliniec–Roßlau kurz vor der Neißebrücke zusammenstoßen.
- 31. Dezember 1992, beim Eisenbahnunfall von Holthusen fährt ein Schnellzug auf eine Rangierlokomotive auf, die Folge sind ein Todesopfer und neun Verletzte.